# Architecture sous la dynastie Song

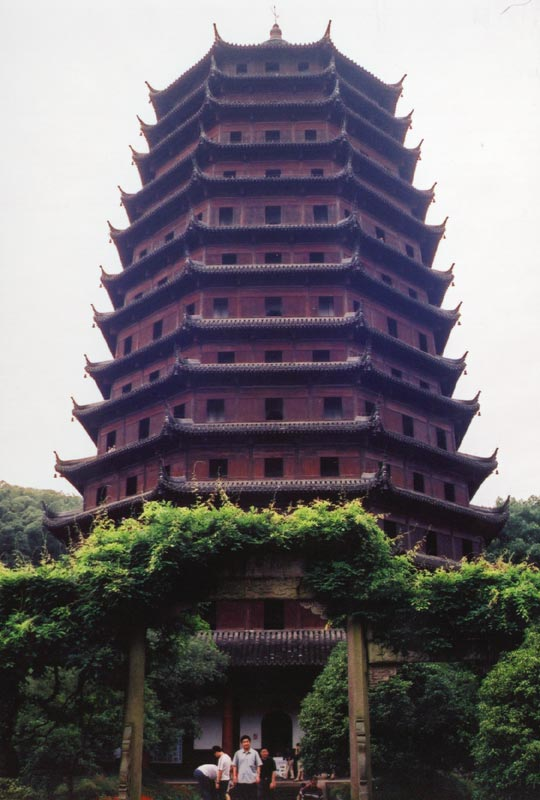
La pagode Liuhe, ou pagode des Six Harmonies, à Hangzhou, 60 m de hauteur, érigée en 1156 et achevée en 1165.

Vous lisez un « bon article » labellisé en 2011.  Il fait partie d'un « bon thème ».
L'architecture sous la dynastie Song (960-1279) s'appuie sur les réussites de ses prédécesseurs. L'architecture chinoise durant la période de la dynastie Song se caractérise par ses pagodes bouddhistes, ses grands ponts en pierre et en bois, ses tombeaux somptueux et l'architecture de ses palais. Bien que les traités architecturaux existent auparavant, cette période de l'histoire de la Chine voit fleurir un certain nombre de travaux plus matures, décrivant les dimensions et les matériaux. Ils sont également mieux organisés. En plus des exemples de construction encore existants, les illustrations et dessins de l'architecture Song qui ont été publiés dans des livres aident également les historiens à comprendre les nuances architecturales de cette période.
Les professions d'architecte, artisan, charpentier et ingénieur de structure ne sont pas considérées comme des professions majeures par rapport aux fonctionnaires confucianistes de la Chine pré-moderne. Les connaissances architecturales sont transmises par voie orale depuis des milliers d'années en Chine, traditionnellement entre artisans de pères en fils. Toutefois, il existe des agences et des écoles gouvernementales pour la construction et l'ingénierie. Les manuels d'architecture de la période Song aident non seulement un grand nombre d'ateliers privés, mais aussi les employés du gouvernement chargés de recruter les artisans pour le gouvernement central.

## Ville et palais

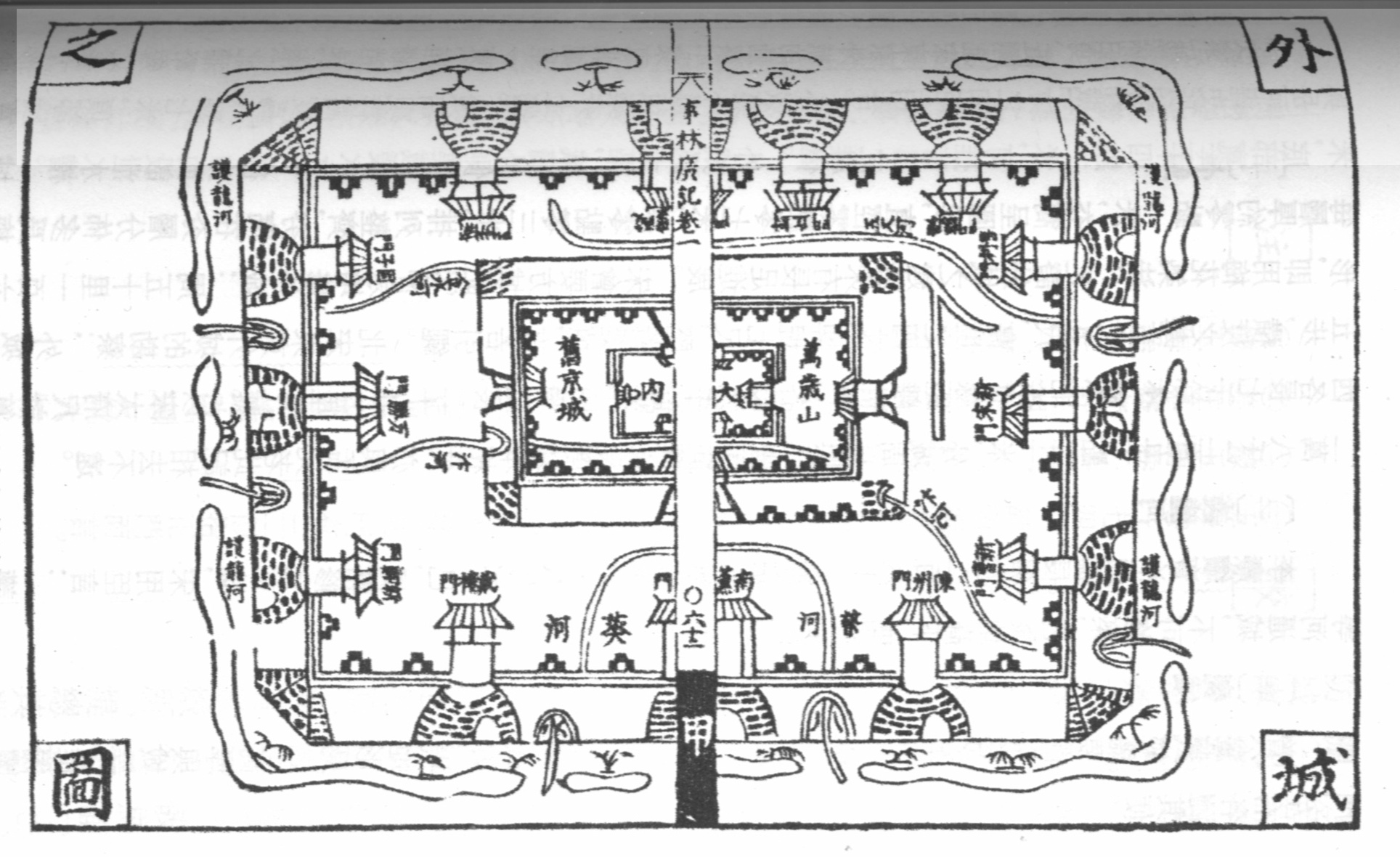
L'enceinte externe de Bianjing

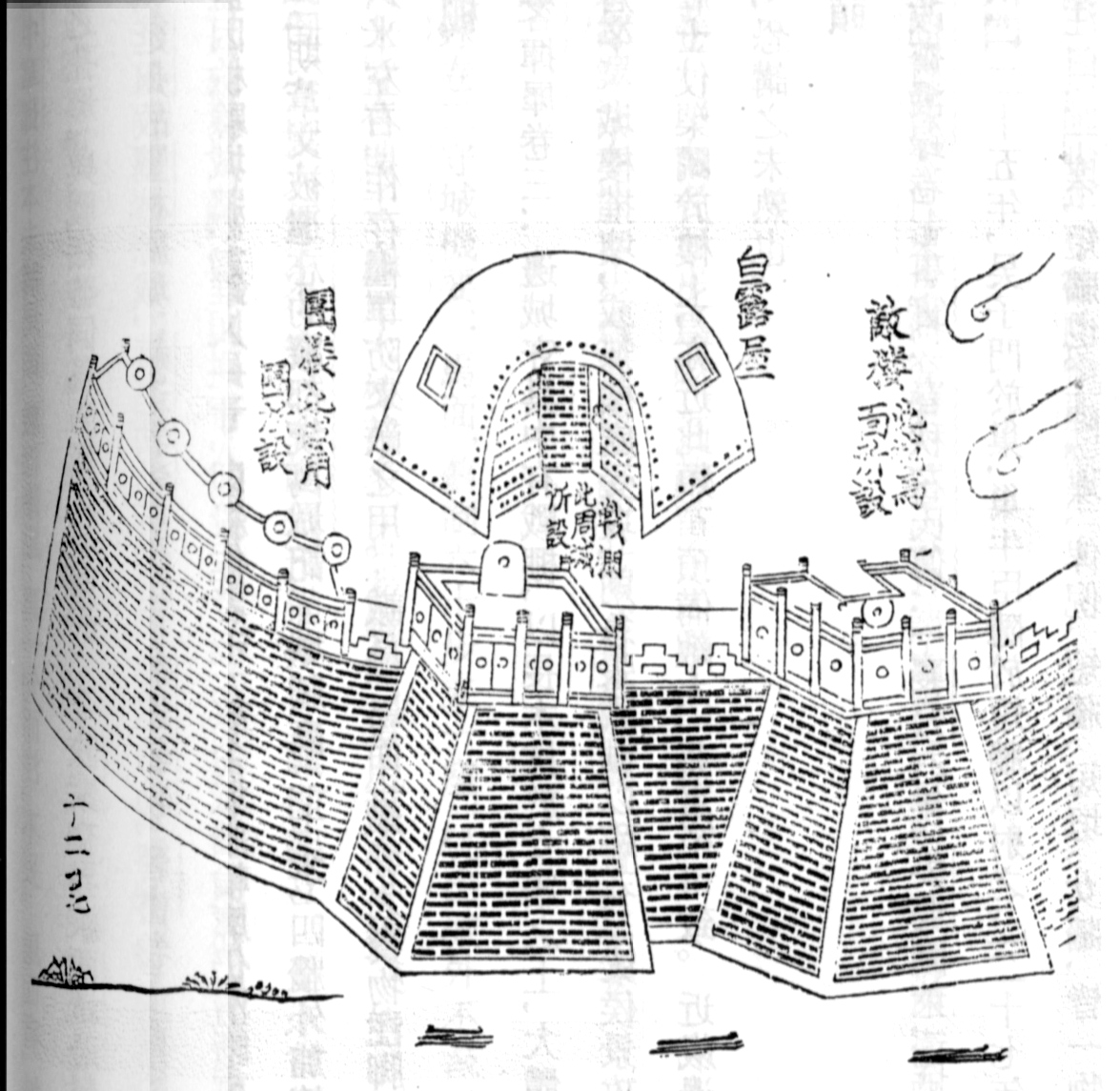
Diagramme des tourelles de la ville de Bianjing, par Wujing Zongyao

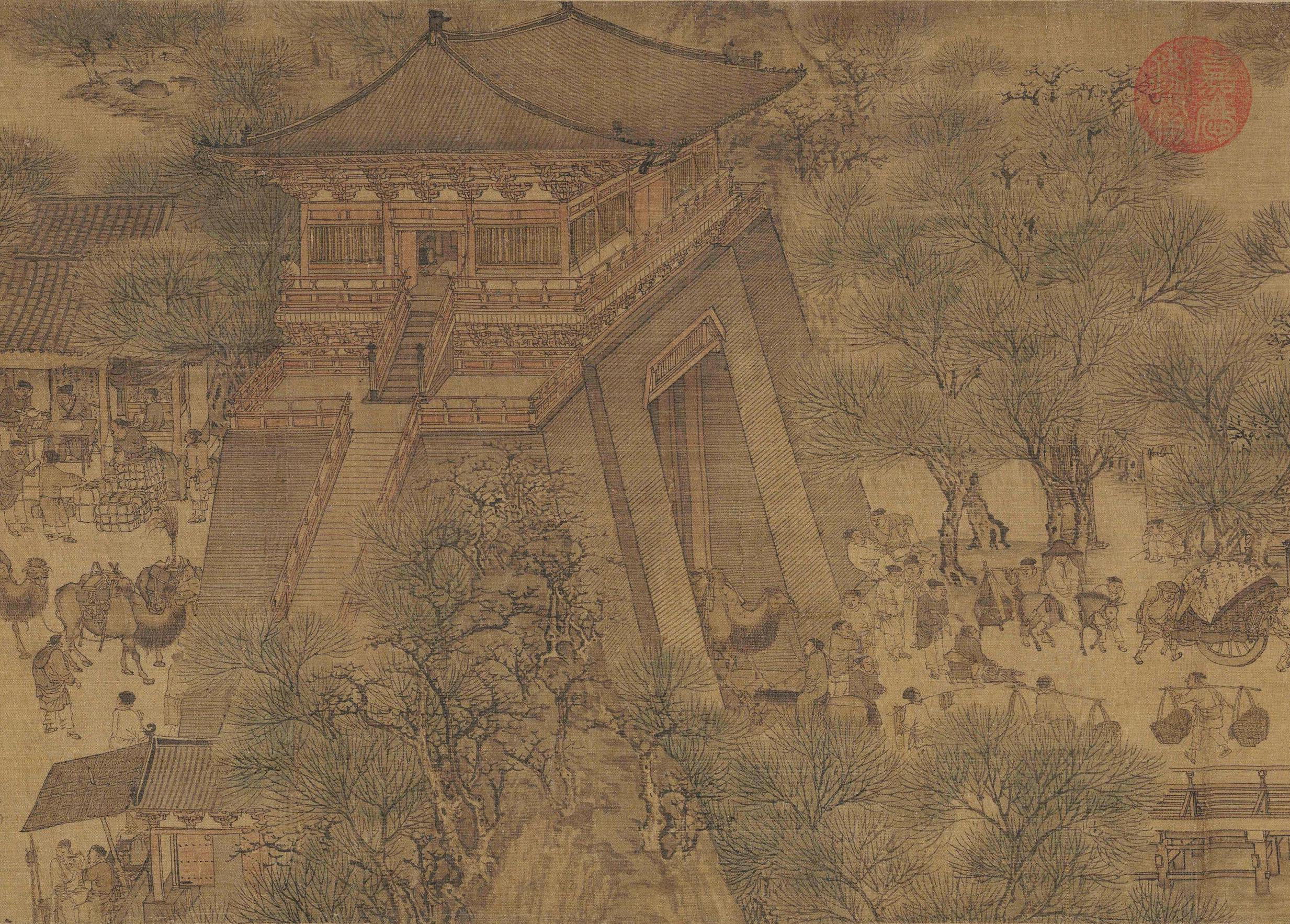
Porte de la ville de Bianjing, détail de la peinture Le Jour de Qingming au bord de la rivière de Zhang Zeduan

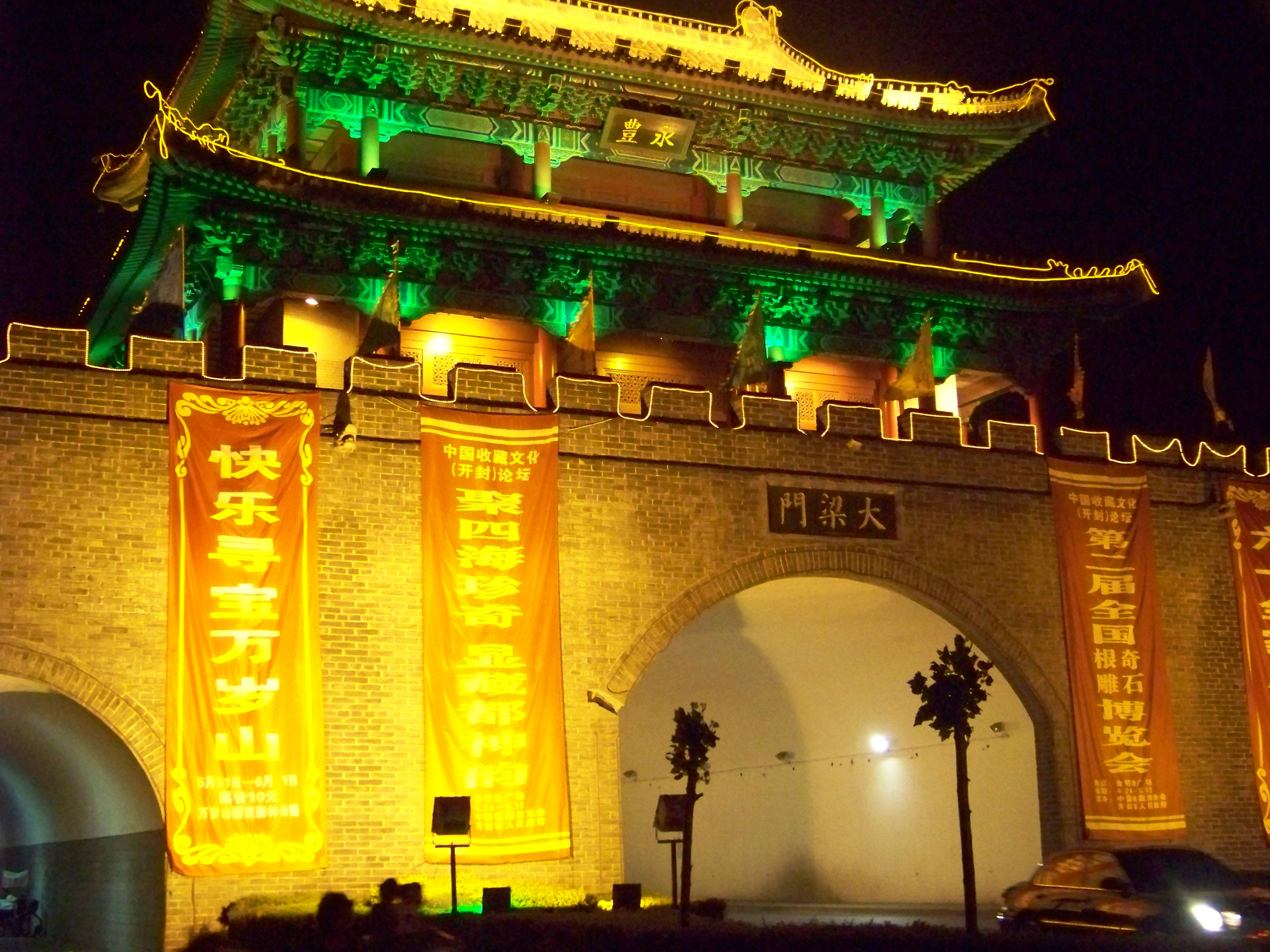
Le mur intérieur de Bianjing (reconstruit)

L'aménagement des capitales chinoises antiques suivait les directives du Kao Gong Ji : une muraille carrée autour de la ville avec plusieurs portes de chaque côté et des passages pour l'empereur. La capitale de la dynastie Song du Nord ne fait pas exception. L'extérieur de la ville antique de Bianjing est construit sous le règne de l'empereur Shenzong. Le plan de la ville externe de Bianjing est rectangulaire, la longueur des côtés nord et sud est d'environ 6 000 m, les côtés est et ouest faisant environ 7 000 m, soit une forme presque carrée. Le mur du sud de la ville comprend trois portes : la porte de Nanxun au centre, la porte de Chenzhou à l'est et la porte de Dailou à l'ouest. Le mur oriental de la ville possède quatre portes : la porte de Dongshui, la porte de Xinsong, la porte de Xinchao et une porte vanne au nord-est et l'enceinte occidentale quatre portes : la porte de Xinzheng, une porte vanne, la porte de Wansheng et la porte de Guzi. Le mur situé au nord a quatre portes : la porte de Chenqiao, la porte de Fengqiu, la porte de Jujube et la porte de Weizhou. Le mur externe est entouré par un fossé de 30 m de largeur appelé le fleuve du Garde Dragon, dont les rives sont bordées de saules. Il y avait également des tourelles sur le mur, une tous les 100 pas. Les quatre portes centrales de chacun des côtés de l'enceinte sont réservées à l'empereur. Elles ont des passages droits et seulement deux ensembles de portes, alors que les autres portes de la ville ont des passages en zigzag et sont gardées par trois ensembles de portes.
La peinture de Zhang Zeduan, un artiste de la dynastie Song, intitulée Le Jour de Qingming au bord de la rivière, dépeint la porte de Dongshui en détail. Le bâtiment sur le dessus comporte un toit dans le style de la dynastie Song avec cinq arêtes en pente douce, soutenu par deux séries de poutres (des dougong), la poutre inférieure reposant sur la porte et formant une base en bois. Cette méthode consistant à employer un ensemble de poutres inférieures comme base servant à soutenir le reste de la structure est évoquée dans le traité Yingzao Fashi sous le nom de pingzuo, qui signifie littéralement « base plate ».
Le mur de ville lui-même est construit en pisé, une technique détaillée au XIIe siècle par l'auteur chinois Li Jie dans le troisième volume de son manuel Yingzao Fashi sur les douves, les bastions et la maçonnerie :
« Fondation : Pour chaque carré chi, appliquez deux dan de terre sur laquelle vous étendez un mélange de briques cassées, de tuiles et de pierres écrasées, également pour deux dan. À chaque couche de 5 cun de terre, deux hommes se tenant face-à-face tassent six fois avec des pilons et chaque homme 3 fois sur une bosse ; tassez alors quatre fois sur chaque bosse, deux hommes se tenant encore face à face, chacun tassant deux fois la même bosse, puis tassez deux fois, chaque homme tassant en même temps. Après ceci, tassez la surface avec des pilons ou aplatissez avec les pieds aléatoirement pour égaliser la surface. Pour chaque épaisseur de 5 cun la terre, tassez-la sur 3 cun; pour chaque couche de 3 cun de briques et de pierres, enfoncez-la sur un cun et demi. »
Dans la Chine ancienne, tous les murs en pisé utilisent une technique de compression de la terre pour s'amincir à mesure qu'il s'élève, la partie inférieure étant donc plus épaisse que le sommet. Ainsi, la partie inférieure du mur externe de la ville de Bianjing mesure plus de 34 mètres de largeur alors que sa partie supérieure seulement 5 m, pour une hauteur de plus de 9 mètres. Cette technique est également détaillée dans le livre de Li Jie :
« Norme pour les murs de la ville : pour chaque hauteur de 40 chi, la largeur de la paroi à la base sera augmentée de la moitié de la hauteur, la largeur de la partie supérieure de la paroi devant être diminuée de moitié de la hauteur. La largeur de la fondation doit être la même que la largeur de la base du mur. Pour chaque longueur de 7,5 chi, appliquez deux postes permanents d'ancrage et deux traverses, renforcés de bois et de bottes de paille. »
Pendant la dynastie Song, la ville de Bianjing est entourée de trois enceintes, le mur externe de la ville, le mur du centre urbain et le palais au centre. Le centre urbain est rectangulaire, avec trois portes de chaque côté. L'enceinte du palais est également rectangulaire avec quatre tours de guet situées à chaque coin. Il y a quatre portes principales : la porte de Xihua à l'ouest, la porte de Donghua à l'est, la porte de Gongchen au nord, et la porte de Xuande, également connue sous le nom de porte de Duan ou Xuandelou, au sud. La porte de Xuande se compose de cinq panneaux peints en rouge et décorés de clous en or. Les murs majestueux du palais sont ornés de dragons, de phénix et de formes de nuages flottants assortis aux poutres sculptées, les combles sont peints et le toit composé de tuiles vernissées. Deux têtes de dragons lustrées (appelées chi wei) se situent à chaque extrémité acérée de l'arête supérieure du toit, la queue des dragons dirigée vers le ciel. La fonction symbolique du chi wei est expliquée dans le Yingzao Fashi :
« Il y a un dragon dans la mer de l'Est, avec la queue (wei) semblable à l'épervier (chi), il attise les vagues et est à l'origine des pluies, par conséquent, les gens mettent sa représentation sur les toits pour empêcher le feu, mais ils l'ont nommé par erreur la queue de l'épervier (wei-chi). »
Une représentation de la porte de Xuande et de ses têtes de dragon est peinte avec éclat par l'empereur Song Huizong. Un soir en 1112, il aperçoit la porte de Xuande entourée de nuages rouges, un troupeau de grues blanches tournoyant dans le ciel au-dessus, deux grues perchées au sommet de chacune des têtes de dragon sur le toit. Estimant qu'il s'agit là d'un signe de bon augure, il réalise une peinture de cette scène.
La route située au sud de la porte de Xuande est le « Boulevard impérial », large d'environ deux cents pas, avec un corridor impérial de chaque côté dans lesquels des commerçants sont autorisés à ouvrir des magasins jusqu'en 1112. Deux rangées de grilles noires sont placées au centre du boulevard interdisant le passage des piétons et des véhicules. Le long de la paroi interne de l'enceinte, il y a deux rangées de briques bordant le sillon d'eau impérial rempli de lotus. À environ 400 m au sud de la porte de Xuande, la rivière Bian rejoint le boulevard impérial, un pont de pierre à balustres plats appelé pont Zhou traversant la rivière. Au printemps et en été, des pêchers, des pruniers, des poiriers et abricotiers ornent les rives du fleuve avec une grande variété de fleurs. Ce boulevard avec son pont de pierre surmontant la rivière fut imité plus tard dans la Cité interdite.

## Les pagodes bouddhistes

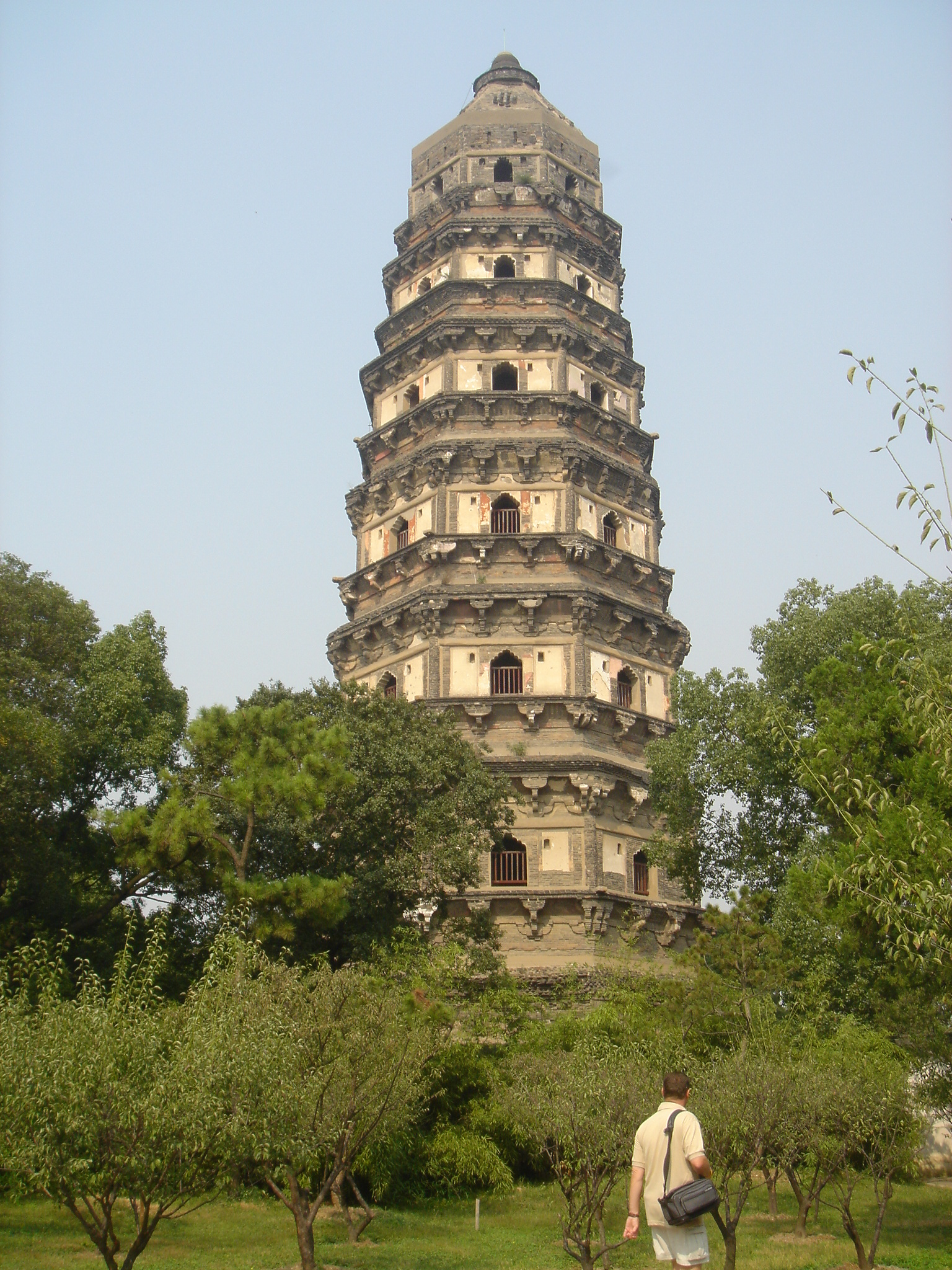
La tour Huqiu, également connue sous le nom de pagode Yunyan, 47 m de haut, fut construite en 961.

Après la dynastie Han (202 av.J.-C. - 220), le stūpa bouddhiste commence à faire partie de la culture chinoise, comme un moyen pour abriter et protéger les sûtras. Durant l'ère des dynasties du Nord et du Sud, des pagodes chinoises caractéristiques sont édifiées, se distinguant des hautes tours de guet et des appartements résidentiels de la dynastie des Han dont on voit un exemple dans les tombes de l'ère Han. Sous le règne des dynasties Sui (581-618) et Tang (618-907), les pagodes chinoises sont reconstruites, l'architecture exclusivement en bois laissant la place à la pierre et la brique afin notamment de se prémunir contre la foudre, des incendies criminels, mais aussi pour éviter le pourrissement naturel des matériaux en bois.
La plus ancienne pagode en brique est la pagode Songyue construite en 523. Un bon exemple de pagode en pierre de l'ère Tang est la Grande pagode de l'oie sauvage construite vers 652. Si l'influence du bouddhisme en Chine diminue à la fin de la période Tang, en revanche, durant la dynastie Song, de nombreuses pagodes bouddhistes sont construites. Les hautes pagodes chinoises sont souvent édifiées dans la campagne environnante plutôt que dans l'enceinte de la ville, principalement parce que les chinois ne voulaient pas rivaliser avec l'autorité impériale cosmique incarnée dans les villes par les tours du tambour et les tours-portes. Cependant, quelques pagodes sont malgré tout construites à l'intérieur de la ville comme la Grande pagode de l'oie sauvage située dans le quartier sud de la ville de Chang'an (l'actuelle Xi'an).
La pagode de Fer du Temple Youguo, dans la ville de Kaifeng, est un excellent exemple de l'architecture de l'ère Tang. Construite à l'origine en bois par l'architecte Yu Hao, elle est frappée par la foudre et brûlée en 1044 sous le règne des Song du Nord. En 1049, la pagode est reconstruite telle qu'elle est aujourd'hui, à la demande de l'Empereur Song Renzong. Cette pagode à la structure octogonale s'élève à 56,88 mètres avec un total de 13 niveaux. La tour est ornée de carreaux de briques sculptés représentant des personnages dansant, des ministres solennels et des thèmes bouddhistes (voir la galerie ci-dessous).

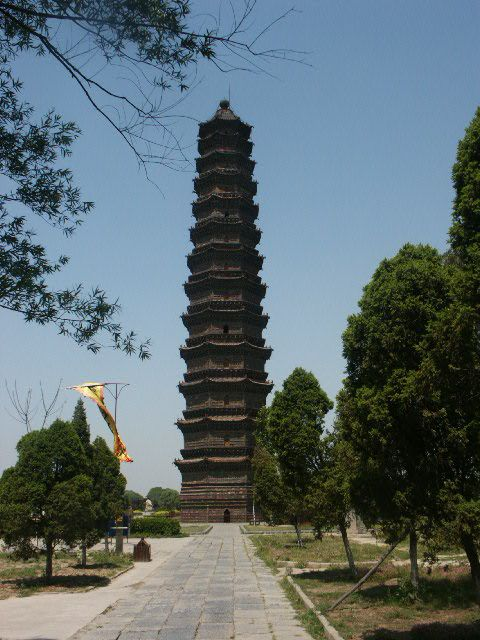
La pagode de Fer de Kaifeng, construite en 1049, 56.88 m de haut.

Il existe toutefois de réelles pagodes en fonte en Chine, comme la pagode de Fer du temple Yuquan située à Dangyang dans la province du Hubei et construite en 1061 sous le règne de la dynastie des Song du Nord. Cette pagode pèse 53 848 kg (53 tonnes) de fonte pour une hauteur de 21,28 mètres. Comme dans les pagodes en bois, en pierre ou en brique de l'ère Song, cette pagode de Fer comporte des avant-toits en pente douce et a une forme octogonale.
La pagode Liuhe, ou « Tour des six harmonies », est un autre exemple célèbre de l'architecture de l'ère Song. Elle est située au sud de la capitale Song de Hangzhou dans la province du Zhejiang, au pied de la colline Yuelun, qui fait face à la rivière Qiantang. La pagode originelle est détruite en 1121 et la pagode actuelle est reconstruite à partir de 1156 pour être achevée en 1165. Elle s'élève à une hauteur de 59,89 m et est construite en briques rouges avec des avant-toits en bois répartis sur 13 étages. La pagode Liuhe étant d'une taille considérable, elle a dès le départ servi de phare permanent pour aider les marins à jeter l'ancre en pleine nuit. Sous le règne des Song du Sud, cette pagode est le monument architectural le plus célèbre de la capitale.
Les pagodes jumelles du temple Kaiyuan de Quanzhou sont également renommées en Chine. La première pagode, la pagode Zhenguo, est à l'origine construite en bois sous le règne de l'empereur Tang Yizong (860-873). La seconde construction, la pagode Renshou, qui est au départ également faite en bois, est construite en 916. Après avoir été détruite à plusieurs reprises à la suite d'incendies et d'autres calamités, la pagode actuelle de Renshou est reconstruite en pierre en 1228, alors que la pagode Zhenguo est quant à elle édifiée en pierre 10 ans plus tard, en 1238, grâce au soutien d'un moine bouddhiste connu sous le nom de Bengong. La pagode Renshou mesure 44,6 mètres de haut alors que celle de Zhenguo est légèrement plus grande, culminant à 48,24 mètres.

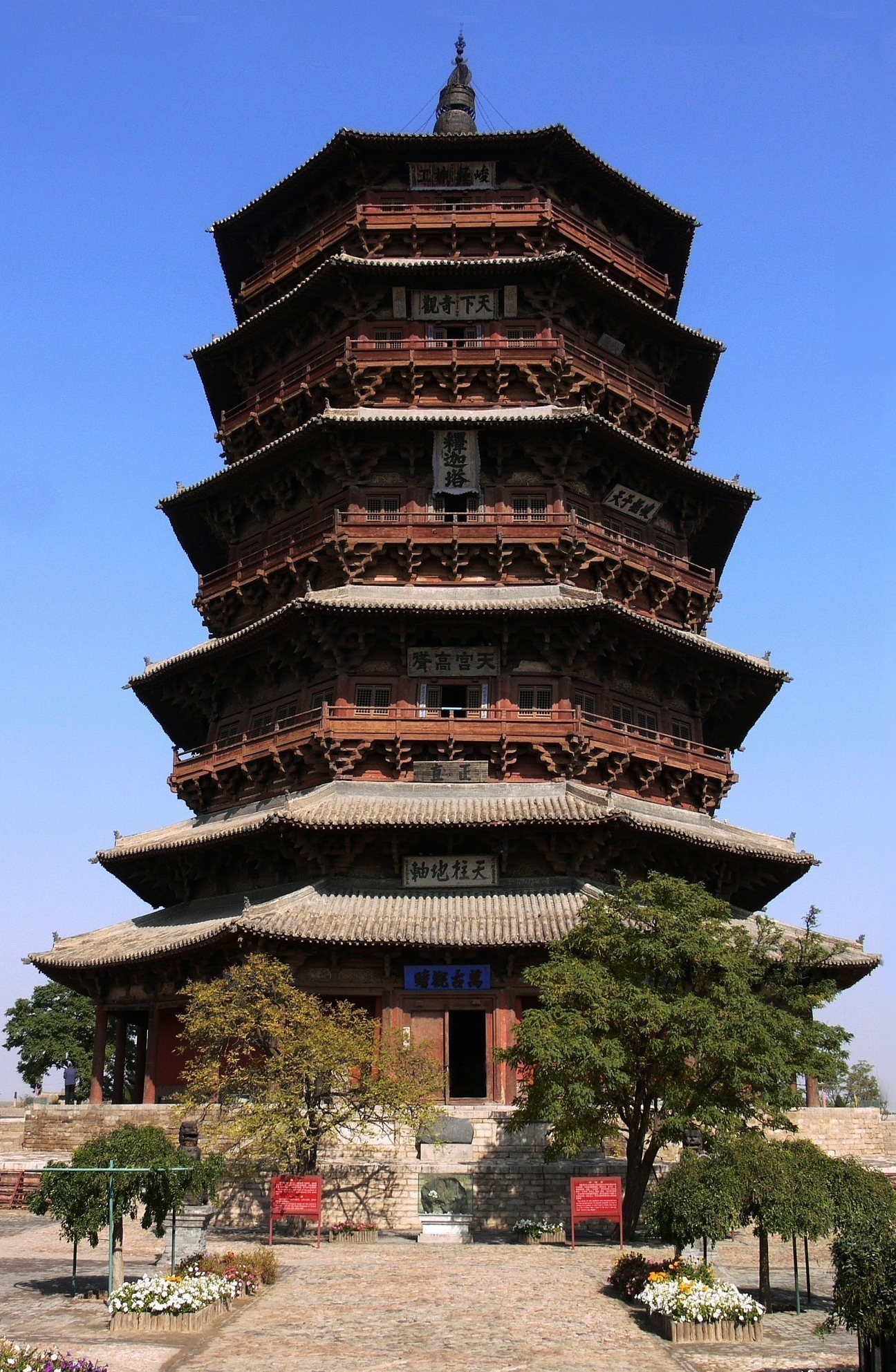
La pagode en bois du temple Fogong, située dans le Shanxi, 67 m de haut, construite en 1056.

La pagode du temple Zhengjue, située dans le comté de Pengxian dans la province de Sichuan (près de Chengdu), est une pagode en brique qui est édifiée entre 1023 et 1026. Elle possède une base carrée reposant sur un socle sumeru et se compose de treize étages pour un total de 28 mètres de haut. Ses multiples avant-toits sont semblables au style des pagodes de la dynastie des Tang que l'on trouve à Chang'an, comme la grande pagode de l'oie sauvage et la petite pagode de l'oie sauvage.
La dynastie Liao du nord est aussi réputée pour ses pagodes bouddhistes. Bien que de nombreuses pagodes en briques et en pierre, ou des pagodes hybrides faites de pierre de bois, aient survécu au temps, la pagode la plus haute et la plus ancienne entièrement en bois encore existante en Chine est la pagode du temple Fogong, également appelée pagode Sakyamuni,. Située dans le comté de Ying de la province de Shanxi, cette pagode octogonale est construite en 1056 et est considérée comme le chef-d'œuvre architectural du temple Fogong. Ce monument s'élève à 67,13 m de haut, c'est-à-dire qu'il est plus grand que la pagode de Fer ou la pagode Liuhe de la dynastie Song. La pagode, qui comporte environ soixante différents types de tasseaux, est construite dans un style similaire à la pagode Liuhe, avec ses avant-toits en bois raffinés et ses tuiles courbes. Avec d'autres, la pagode de Fogong est aujourd'hui un site attirant de nombreux touristes. Il semblerait que la pagode ait été édifiée à la demande de l'Empereur Daozong (Hongji) sur le site de la maison de la famille de sa grand-mère. La pagode a atteint une telle renommée qu'elle est simplement surnommée Mu-ta (pagode de bois).

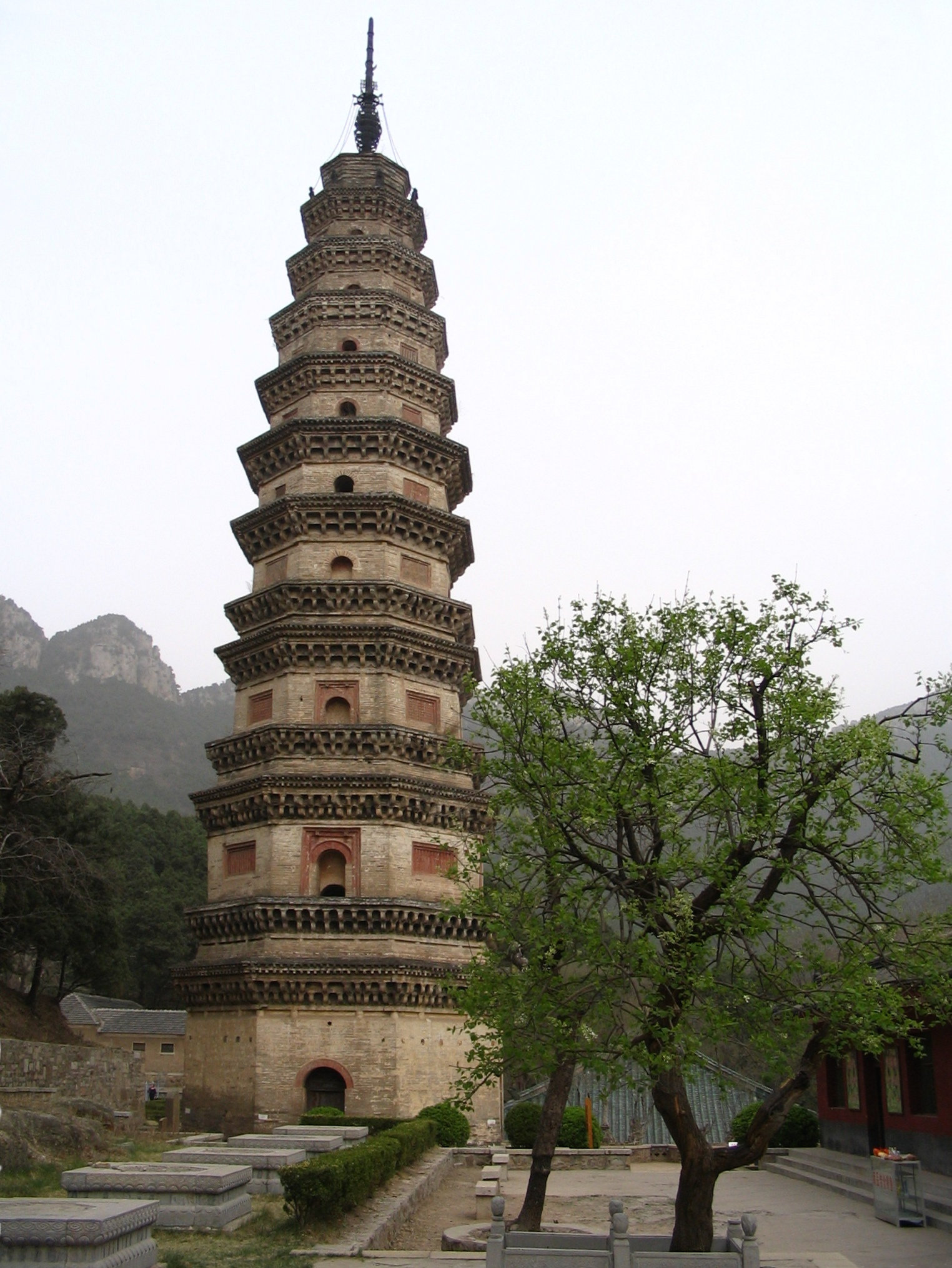
La pagode Pizhi du temple Lingyan, province de Shandong, 54 m de haut, construite en 1063.

Il existe également des pagodes hybrides en bois et en brique, comme la pagode Lingxiao datant de 1045 et s'élevant à 42 m de haut. Les quatre premiers étages de cette pagode octogonale sont faits en brique avec des avant-toits en bois, alors que les étages supérieurs sont entièrement composés de bois. Même les pagodes entièrement en brique et en pierre comportent des éléments architecturaux typiques des bâtiments chinois en bois, comme la pagode Pizhi construite entre 1056 et 1063,
qui comprend des tasseaux dougong en bois typiques de l'architecture chinoise de cette époque ainsi que des bardeaux à plusieurs niveaux sur la toiture. Ces deux pagodes comportent un escalier intérieur, celui de la pagode Lingxiao montant jusqu'au quatrième étage alors que l'escalier de la pagode Pizhi atteint le cinquième étage. Toutefois, la pagode Pizhi possède un escalier extérieur en spirale qui permet de visiter le neuvième étage où se trouve le clocher en fer.
Si la pagode du temple Fogong est la plus haute pagode en bois existante, la plus grande pagode de l'ère pré-moderne existant en Chine est celle de Liaodi. Achevée en 1055, elle s'élève à 84 m et repose sur une plateforme octogonale. Elle surpasse la pagode Qianxun, située au centre des Trois pagodes de Dali, haute de 69 m et qui était auparavant la plus grande pagode de Chine lorsqu'elle fut construite au IXe siècle sous le Royaume de Dali. La pagode Liaodi joue un rôle religieux, comme point de repère dans le monastère bouddhiste de Kaiyuan de la province de Hebei. Grâce à sa grande hauteur, elle sert également de tour de guet militaire utilisée pour repérer les mouvements des ennemis de la dynastie Khitan des Liao. Outre leur rôle de tours de guet, les tours peuvent également servir de grands observatoires astronomiques. C'est le cas de l'observatoire astronomique de Gaocheng situé à Dengfeng et qui fut construit en 1276.

## Les temples

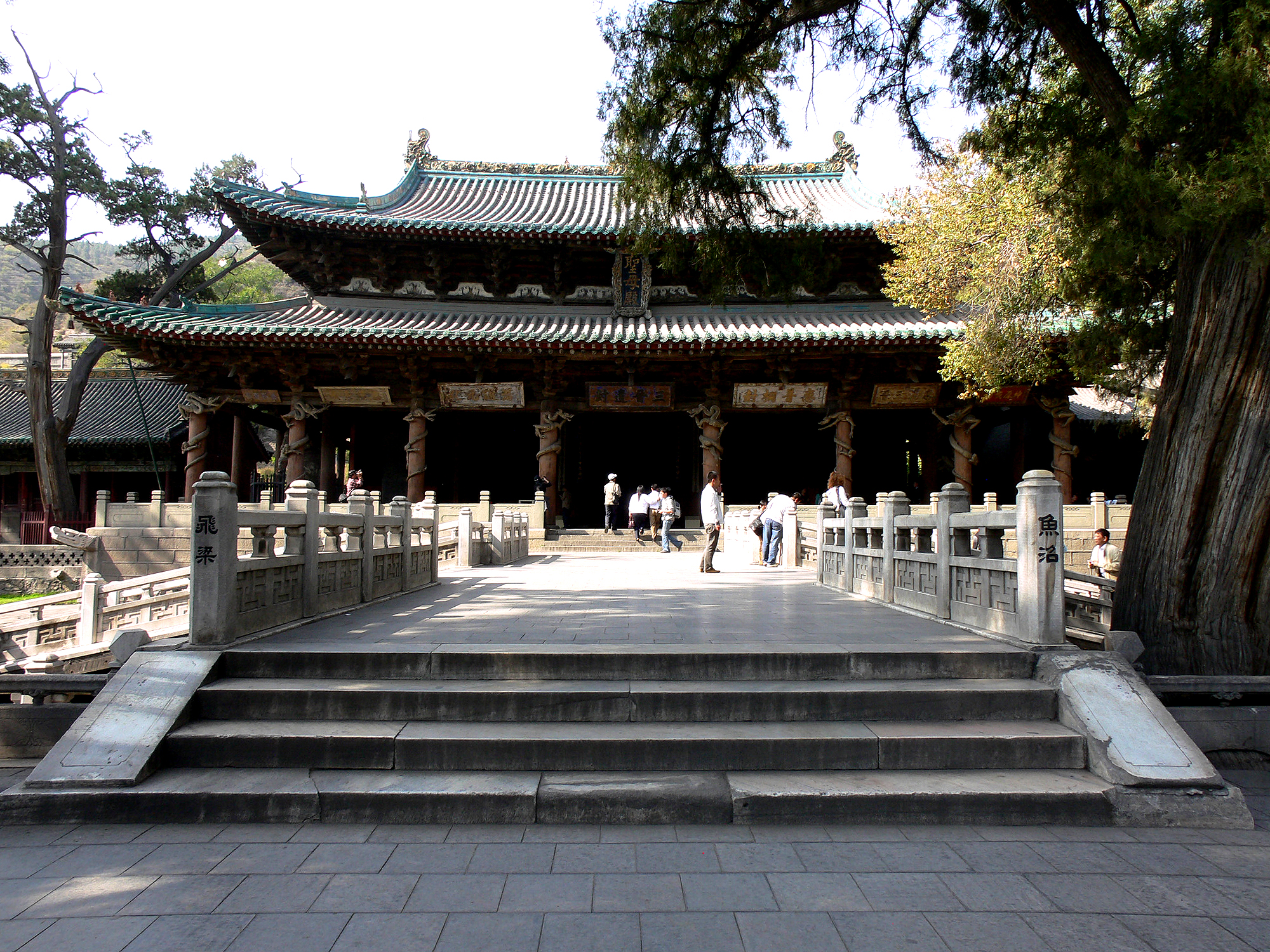
Le Temple de la Saint-Mère, Taiyuan, construit en 1032

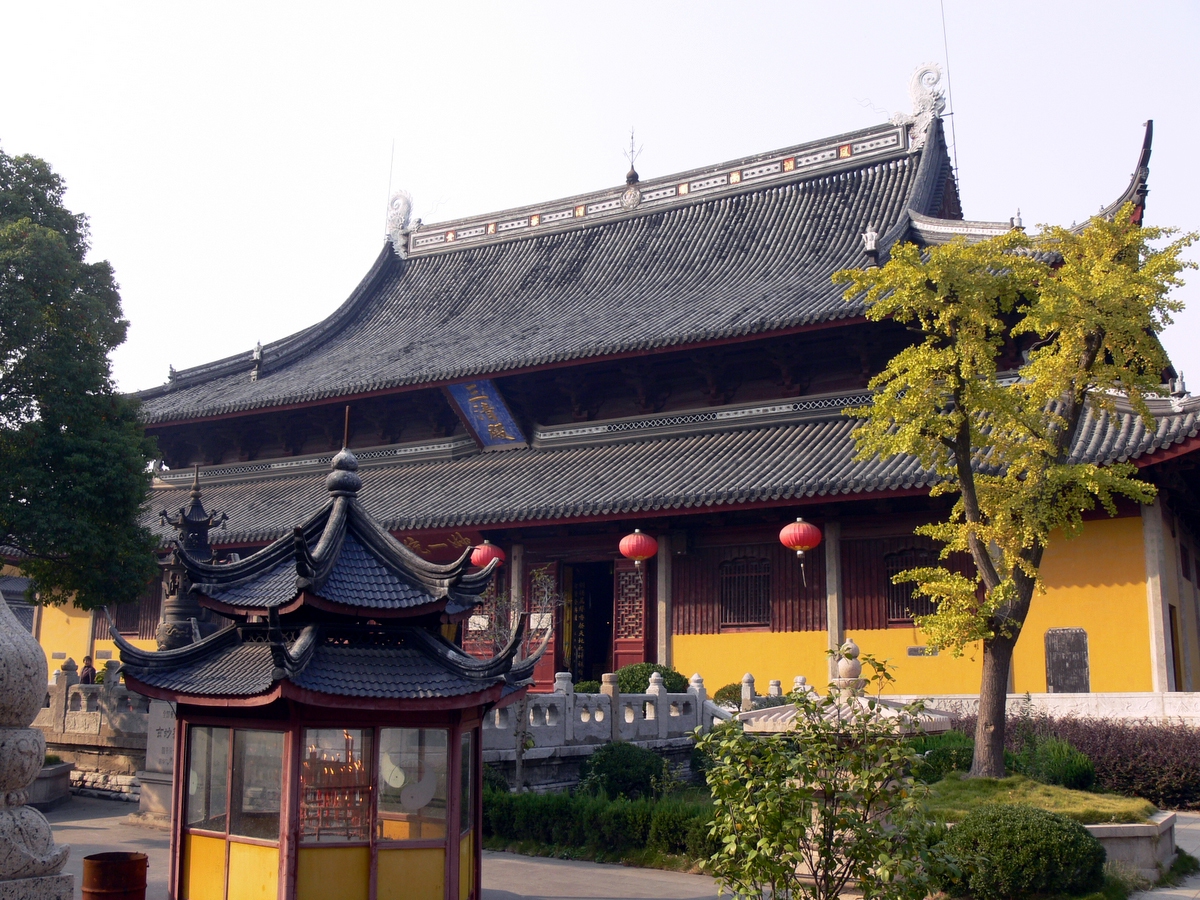
Le pavillon de la trinité du temple Xuanmiao, Suzhou

Le Temple de la Saint-Mère (圣母殿) et le pavillon du sacrifice du temple Jin (晋祠), situés dans la banlieue sud-est de la ville de Taiyuan, dans la province de Shanxi, sont deux exemples de l'architecture de la dynastie Song toujours existants. Le Temple de la Sainte-Mère, qui est le principal bâtiment du temple Jin, fut initialement construit entre 1023 et 1032 avant d'être rénové en 1102. Il a un double toit avec neuf crêtes, deux têtes de dragon à la mâchoire grande ouverte sont aux deux extrémités de la crête principale. Le toit est soutenu par un dougong massif correspondant au dessins du traité d'architecture Yingzao Fashi. Les lignes de l'avant-toit du temple sont légèrement courbées vers le haut aux deux extrémités, ce qui est une caractéristique des bâtiments de la dynastie Song et les colonnes centrales de la façade sont plus petites, la taille des colonnes s'accroissant progressivement lorsque l'on s'éloigne du centre. Le temple possède un porche, qui est le seul exemple de ce type d'architecture. Les colonnes de la façade avant sont ornées de dragons enroulés autour des colonnes. Le pont en forme de croix menant au temple de la Déesse est une caractéristique unique de l'architecture du site.
Le pavillon de la trinité du temple Xuanmiao (玄妙观), également appelé « temple du mystère », est situé au cœur de la ville de Suzhou. Il est un bon exemple de l'architecture Song. En 1982, le gouvernement chinois l'a déclaré comme un élément du patrimoine mondial dans la classification de l'architecture de la dynastie Song,.

## Les ponts

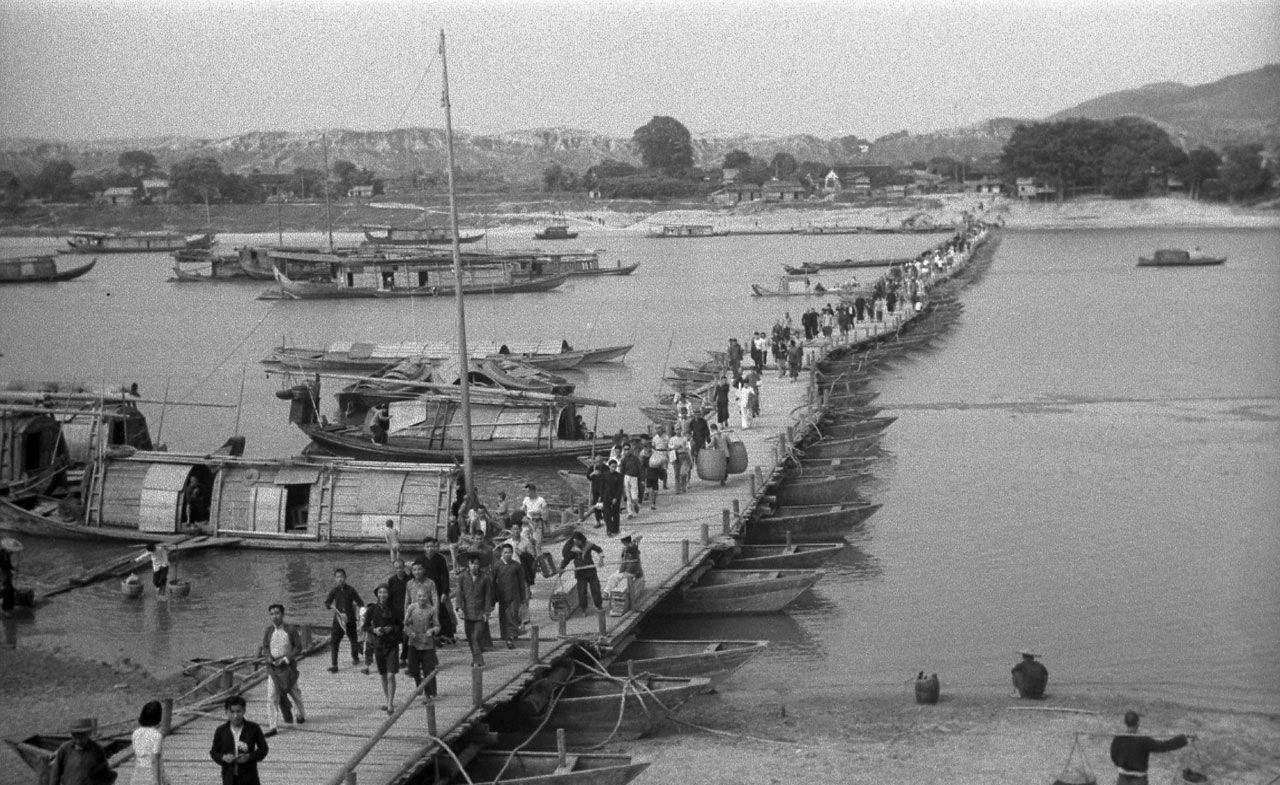
Pont Dongjin en 1940

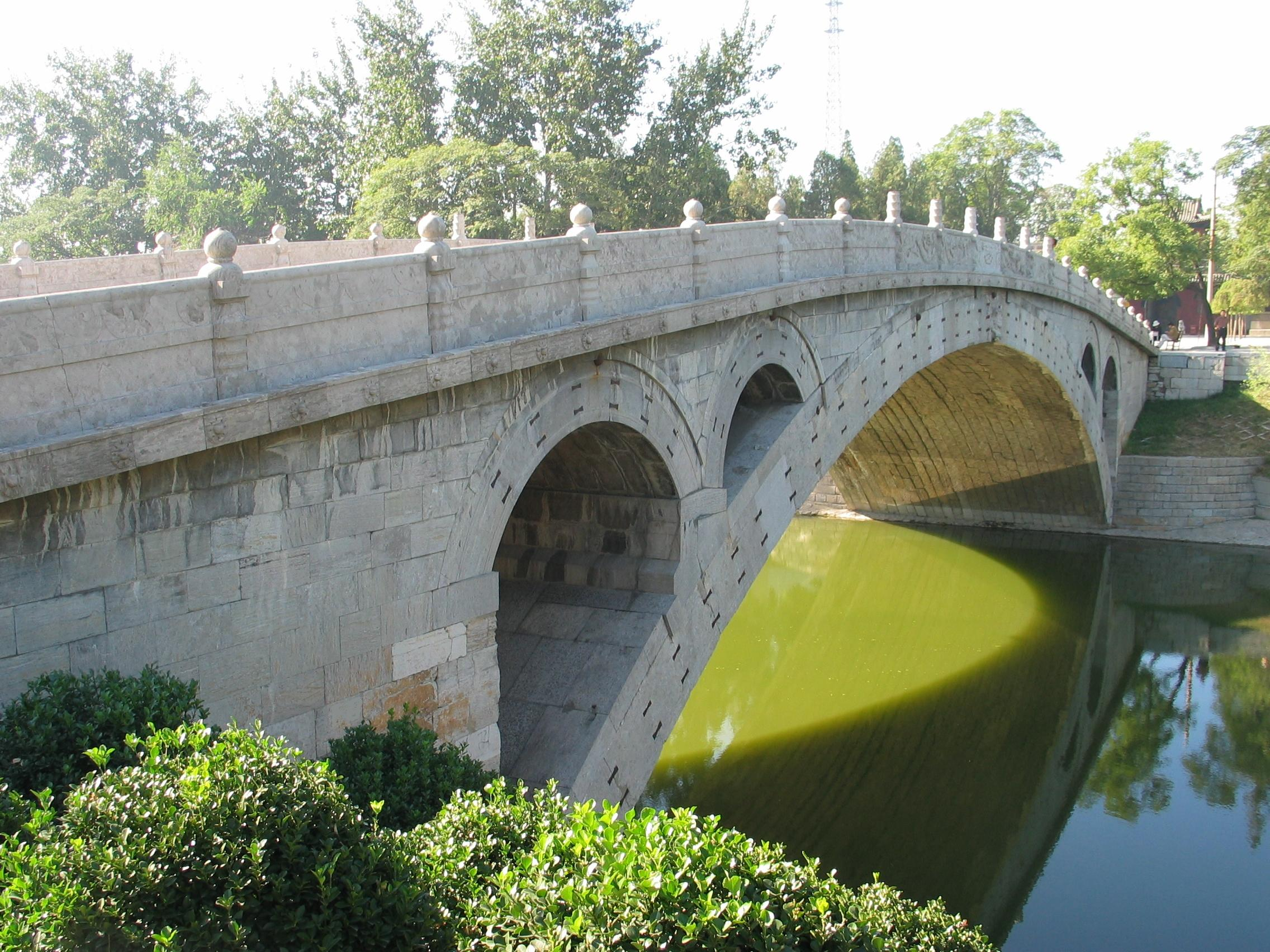
Le pont de Zhaozhou datant de 605, un pont à arc segmentaire qui inspira plus tard la réalisation de ponts chinois tel que le pont Yongtong construit sous la dynastie Song.

Les ponts sur les cours d'eau sont connus en Chine depuis l'antique dynastie des Zhou, et des ponts flottants sont déjà mentionnés sous l'ère Zhou. Parmi les ponts flottants de la dynastie Song, on peut citer le pont Dongjin qui fait 400 mètres de long et qui est encore visible aujourd'hui. Les ponts de la dynastie Zhou sont souvent construits entièrement en bois, même si certains comportent des piliers en pierre. En Chine, le premier pont à avoir été intégralement construit en pierre est un pont en arc datant de 135, enjambant un canal de transport dans la capitale des Han orientaux, Luoyang. Grâce à des ingénieurs brillants comme Li Chun de l'ère Sui, le grand pont de Zhaozhou est édifié en 605. Ce pont est célèbre pour être le premier au monde entièrement en pierre, un pont à arc segmentaire avec des écoinçons en pierre. En effet, en Europe, le pont de Trajan qui enjambe le Danube et dont le nom vient de l'empereur romain Trajan, comporte des écoinçons en bois. Le pont de Zhaozhou a continué à influencer l'édification des ponts chinois par la suite. C'est le cas par exemple du pont de Yongtong près de Zhaoxian dans la province de Hebei. Ce pont en pierre mesure 26 mètres de long et fut construit en 1130 par l'ingénieur Pou Qianer.
Durant la dynastie Song, la construction de ponts atteint un degré de sophistication encore plus grand. On y trouve de grands ponts à chevalet comme celui construit par Zhang Zhongyan en 1158, mais aussi des ponts en pierre, tel que le pont Ba Zi de Shaoxing construit en 1256. Les ponts possèdent souvent sur la travée centrale un pavillon dans le style chinois, décoré d'œuvres picturales telles que les peintures de paysage de Xia Gui (1195–1224). Il y a aussi des ponts constitués d'un long corridor couvert, comme le pont de l'Arc en Ciel de Wuyuan, dans la province de Jiangxi, datant du XIIe siècle et qui dispose de larges piliers en pierre de base et une armature supérieure en bois. Alors qu'il est administrateur de Hangzhou, le célèbre poète chinois, écrivain et fonctionnaire Su Shi (1037-1101) donne son nom à une grande chaussée piétonne construite sur le lac de l'Ouest, qui porte encore son nom, sudi (苏堤). En 1221, le voyageur taoïste Qiu Changchun qui rend visite à Gengis Khan dans la ville de Samarcande, décrit les différents ponts chinois qu'il a observé au cours de ses voyages à travers les monts Tian Shan, à l'est de Ghulja. L'historien Joseph Needham le cite :
« [La route avait] pas moins de 48 ponts en bois d'une largeur telle que deux chariots peuvent rouler côte à côte. Ils avaient été construits par Chang Jung [Zhang Rong] et d'autres ingénieurs de Chagatai quelques années auparavant. À partir du IIIe siècle av. J.-C., les chevalets de bois des ponts chinois étaient sans aucun doute semblables à ceux qui sont censés avoir été employés pour le pont de Jules César sur le Rhin (datant de 55 av. J.-C.), ou dessinés par Léonard, ou qui sont utilisés en Afrique. Mais où au XIIIe siècle, en Europe, pourrait-on trouver une route à deux voies comme celle de Chang Jung ? »

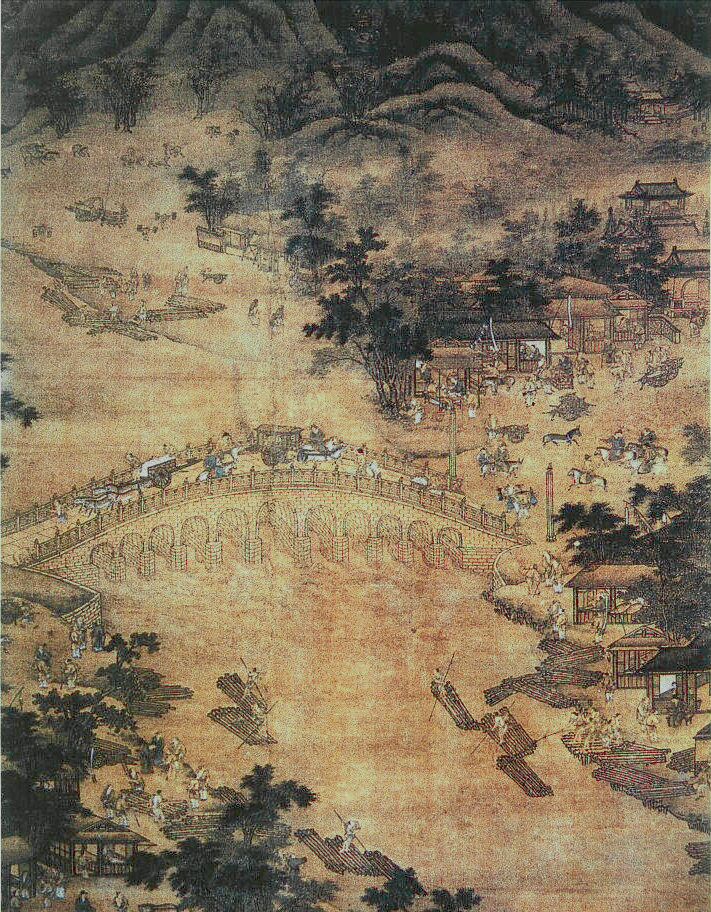
Le pont Marco Polo ou pont de Lugou, construit entre 1189 et 1192 (le pont actuel fut reconstruit en 1698).

Dans la province médiévale de Fujian, d'énormes ponts à poutres sont construits pendant la dynastie Song. Certains de ces ponts atteignent une longueur de 1 219,2 mètres, la longueur des travées individuelles mesurant jusqu'à 22,33 mètres de long. La construction de tels édifices nécessitent le déplacement de pierres massives qui pèsent jusqu'à 200 tonnes. Malheureusement, aucun des noms des ingénieurs des ponts de Fujian n'a été enregistré et aucune inscription ne figure sur les ponts. Les seuls noms relatifs à ces ponts sont ceux de responsables locaux de l'époque qui ont parrainé et surveillé leur construction et leur réparation. Toutefois, l'historien Joseph Needham a mis en évidence qu'il y aurait peut-être existé une école d'ingénieurs à Fujian dirigée par un ingénieur de premier plan connu sous le nom de Cai Xiang (1012-1067). Celui-ci est un érudit, un auteur de livres sur les lichis et le thé, qui est devenu préfet du Fujian. Près de Quanzhou, Cai Xiang a planifié et supervisé la construction du grand pont de Wanan (autrefois appelé le pont de Luoyang, construit entre 1053 et 1059), un pont en pierre semblable aux autres ponts du Fujian. Ce pont, qui est toujours debout aujourd'hui, comporte des piliers caractéristiques des navires, attachés à leurs bases en utilisant le mucilage des huîtres comme adhésif. Ses dimensions sont de 731 mètres de long, 5 mètres de largeur et 7 mètres de haut.

## Les tombes des empereurs Song du nord

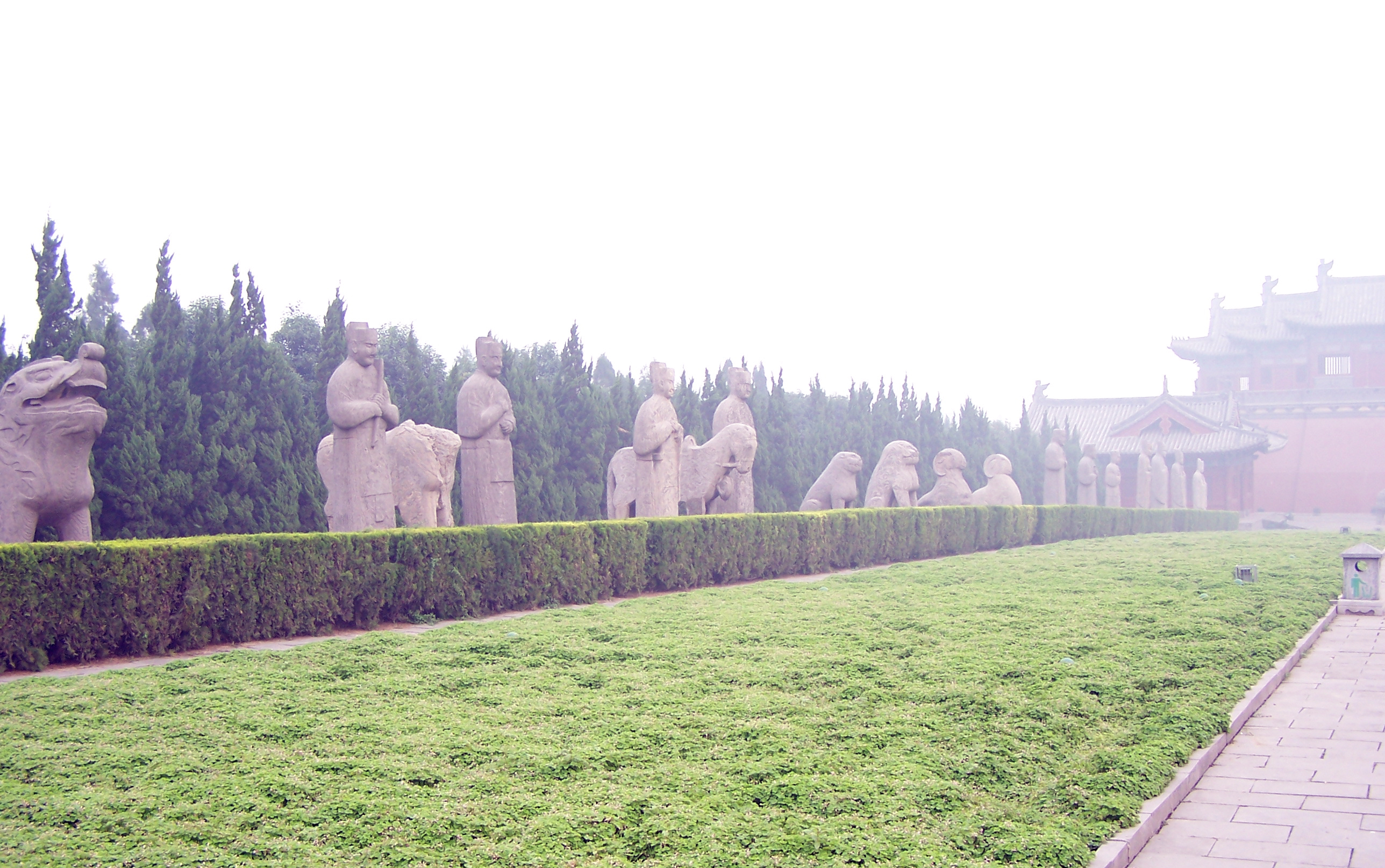
Des statues le long d'une avenue du complexe funéraire.

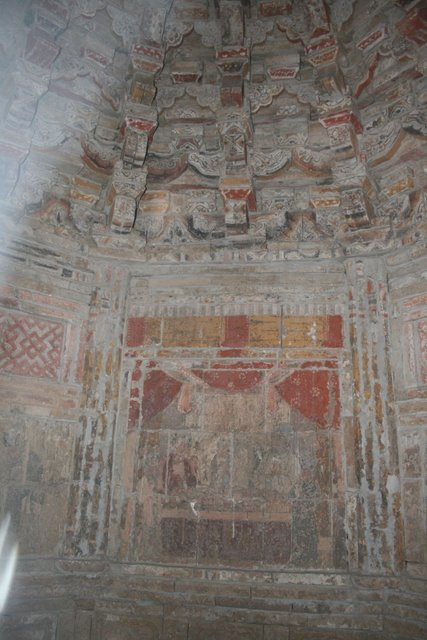
Fresques et dougong dans la tombe de Song Silang, dynastie des Song du Nord, située à Luoyang

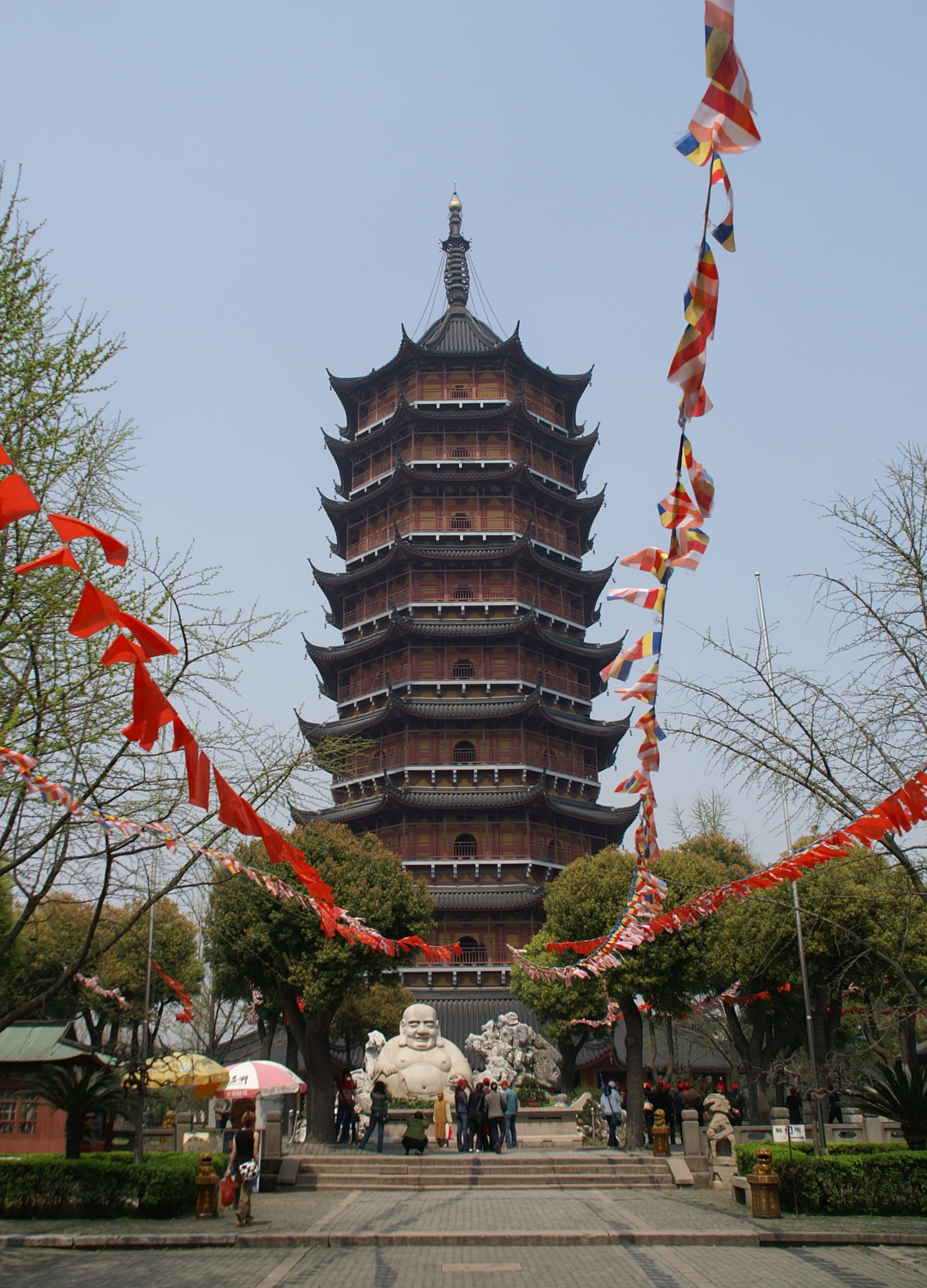
Reconstruite pendant la dynastie Ming, la pagode Beisi fut conçue entre 1131 et 1162 durant la dynastie Song; elle atteint 76 m de haut.

Située au sud-ouest de la ville de Gongyi dans la province de Henan, l'immense site funéraire de la dynastie des Song du Nord regroupe un total de près de 1 000 tombes, et notamment les tombes individuelles des empereurs Song, des impératrices, des princes et princesses ainsi que la famille impériale élargie. Le complexe s'étend sur une superficie d'environ 7 km d'est en ouest sur 8 km du nord au sud. La construction du site débute en 963, sous le règne du premier souverain Song, l'Empereur Taizu, dont le père est également inhumé sur le site. Les seuls empereurs de la dynastie des Song du Nord a ne pas avoir été enterré dans le complexe sont les empereur Huizong et Qinzong, qui moururent en captivité à la suite de l'incident de Jingkang qui marque l'invasion du nord de la Chine par la dynastie Jin en 1127.
Les avenues du complexe funéraire sont bordées de centaines de sculptures et de statues représentant des tigres, des béliers, des lions, des chevaux et palfreniers, des bêtes à cornes et des créatures mythiques, des représentants du gouvernement, des généraux, des ambassadeurs étrangers, et d'autres personnalités qui constituent une énorme vitrine de la culture sous la dynastie Song.
L'agencement et le style des tombes de la dynastie Song ressemblent à ceux du royaume contemporain des Tangoutes de la dynastie des Xia occidentaux, qui possède aussi un lieu de sépulture auxiliaire associé à chaque tombe. Au centre de chaque site d'enfouissement du complexe se trouve une tombe pyramidale tronquée, chaque tombe étant protégée par une enceinte de quatre murs, avec quatre portes centrales et quatre tours d'angle.
À environ 100 km de Gongxian se trouve la tombe excavée de Baisha qui est un bon exemple de l'architecture funéraire souterraine de l'époque Song, avec des « reproductions élaborées en brique de constructions chinoises à ossature en bois allant du linteau des portes aux piliers et socles jusqu'aux ensembles de tasseaux qui ornent les murs intérieurs ». La tombe de Baisha est composée de deux grandes chambres séparées avec des plafonds en forme de cône, menant à la porte d'entrée de la tombe souterraine par un large escalier.

## Manuels d'architecture
À l'époque de la dynastie Song, il existe déjà des livres consacrés à l'architecture qui comprennent des descriptions architecturales des plus sophistiquées, tel que le Yili Shigong, écrit par Li Ruogui en 1193. L'un des ouvrages les plus aboutis est toutefois plus ancien et s'intitule Mu Jing (littéralement : « manuel de charpenterie »), attribué à un maître-charpentier (Du Liao Jiang) connu sous le nom de Yu Hao, et qui est écrit entre 965 et 995. Yu Hao est responsable de la construction de l'élégante pagode en bois de Kaifeng, qui est malheureusement détruite par la foudre et remplacée par la pagode de Fer fabriquée en brique.
À cette époque, les livres sur l'architecture sont considérés comme des travaux peu savants car ils sont associés à l'artisanat de la classe moyenne et, par conséquent, ils ne sont même pas enregistrés dans la bibliographie officielle impériale. Bien que le « manuel de charpenterie » se soit perdu dans l'histoire, le scientifique et homme politique Shen Kuo évoque en détail cet ouvrage dans son livre Mengxi Bitan écrit en 1088, faisant l'éloge de ce manuel qu'il décrit comme une œuvre du génie architectural. Plusieurs années après, en 1100, l'architecte Li Jie (李誡; 1065–1110) écrit le Yingzao Fashi, littéralement « Traité de méthodes architecturales » ou « État des standards de construction ». Même si d'autres ouvrages d'architecture existaient auparavant, comme le Yingshan Ling (« Lois des bâtiments nationaux ») paru sous la dynastie Tang (618–907), le traité de Li Jie est le plus ancien manuel existant sur les techniques architecturales chinoises à avoir survécu dans son intégralité.

### Le traité Yingzao Fashi
Dans sa jeunesse, Li Jie a reçu une bonne éducation et son père a été ministre du Revenu à la cour des Song. Avant de s'intéresser à l'architecture, Li Jie publie des livres de géographie, d'histoire et de philologie, et il est aussi peintre. Lorsque Shen Kuo est fonctionnaire de l'Administration centrale, Li Jie est un fonctionnaire prometteur affecté au Bureau des Sacrifices Impériaux, avant d'être muté en 1092 à la Direction des Bâtiments et des Travaux Publics où il montre ses qualités en tant qu'architecte.
Entre 1097 et 1100, il corrige de nombreux traités d'architecture. Lorsqu'il achève son œuvre écrite en 1100, il présente son travail à l'Empereur Song Zhezong qui arrive à la fin de son règne. Son successeur, l'Empereur Song Huizong, fait officiellement publier le livre de Li Jie trois ans plus tard en 1103, l'ouvrage devant servir aux contremaitres, architectes et artisans analphabètes. Son livre ne vise pas seulement à fournir un ensemble unifié de standards architecturaux pour les agences de génie civil du gouvernement central, mais aussi pour les nombreux ateliers et les familles d'artisans à travers la Chine qui peuvent ainsi bénéficier de l'aide d'un manuel officiel bien écrit sur l'architecture et les pratiques de construction. Grâce au succès de son livre Li Jie est promu par Huizong au poste de Directeur des constructions du palais. Par la suite, sa réputation se renforce grâce à sa vision et sa maîtrise dans la réalisation de bâtiments administratifs, d'appartements du palais impérial, de portes et de tours ainsi que le temple ancestral de la dynastie Song et plusieurs temples bouddhistes. En 1145, une seconde édition du Yingzao Fashi est publiée par Wang Huan.

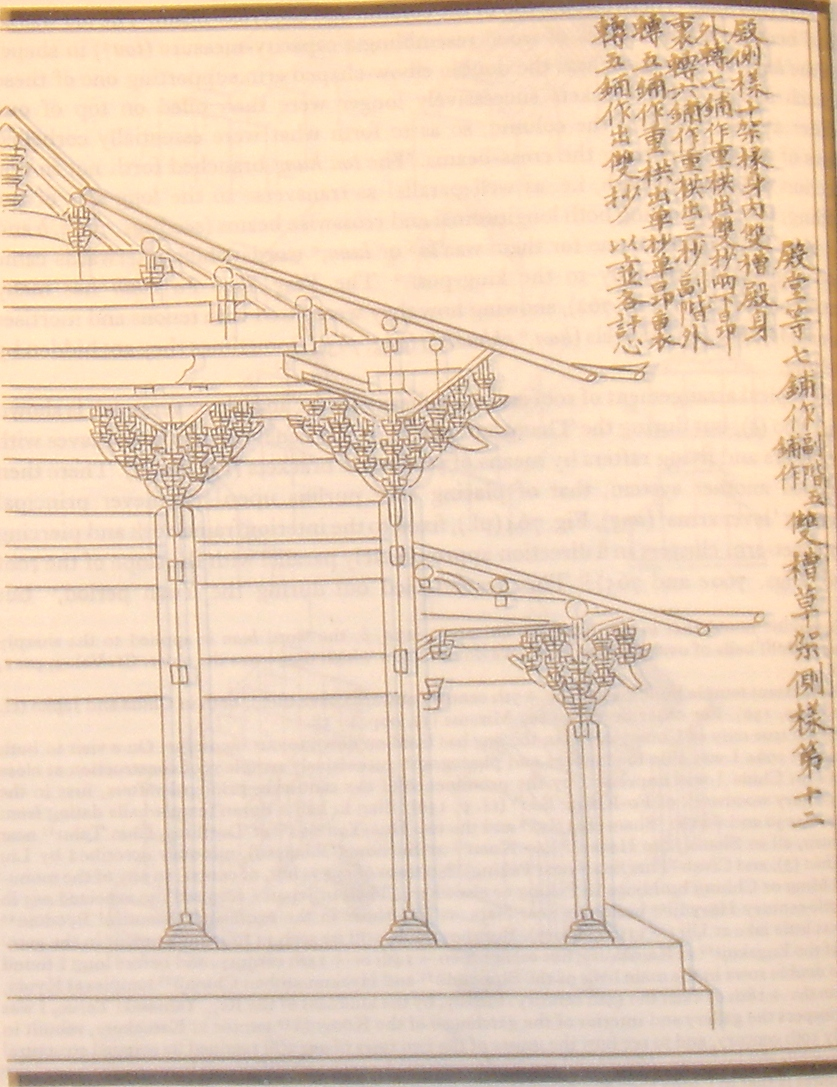
Schéma extrait du manuel architectural de Li Jie, le Yingzao Fashi, imprimé en 1103.

Le Yingzao Fashi comprend les règles et normes architecturales pour la construction des bâtiments mais aussi des informations comptables, les matériaux à utiliser et la classification des différents métiers. Comprenant 34 chapitres, le livre décrit les unités de mesure, la construction des douves et fortifications, la sculpture sur pierre, la menuiserie et l'ébénisterie. Il contient des spécifications techniques et des schémas pour réaliser l'aménagement des tasseaux et des poutres, la sculpture sur bois, l'art de percer et de scier, le travail des bambous, la pose de tuiles, l'édification des murs mais aussi l'art décoratif et la peinture, des recettes pour la peinture, les glacis et l'enduction, les proportions des mélanges pour réaliser le mortier, le travail de la brique, des tuiles en céramiques,,,.
Le livre décrit en détail la charpenterie, en fournissant les dimensions standards de tous les composants utilisés. Li Jie développe un système standard de 8 degrés pour les dimensions des différents éléments en bois, connue sous le nom d'unité de mesure cai-fen qui peut s'appliquer de manière universelle à tous les bâtiments. Environ 8 % du livre est issu de documents sur l'architecture écrits auparavant, alors que la majorité de l'ouvrage est documenté par les traditions héritées des artisans et des architectes. Le Yingzao Fashi comporte un glossaire complet de termes techniques ainsi que des formules mathématiques, les proportions des bâtiments et des éléments de topographie pour déterminer la manière de construire sur des sites différents. L'ouvrage contient aussi le coût financier pour le matériel nécessaire ainsi que l'embauche d'artisans et de travailleurs de différents niveaux de compétence, le tout sur la base d'une journée de travail.

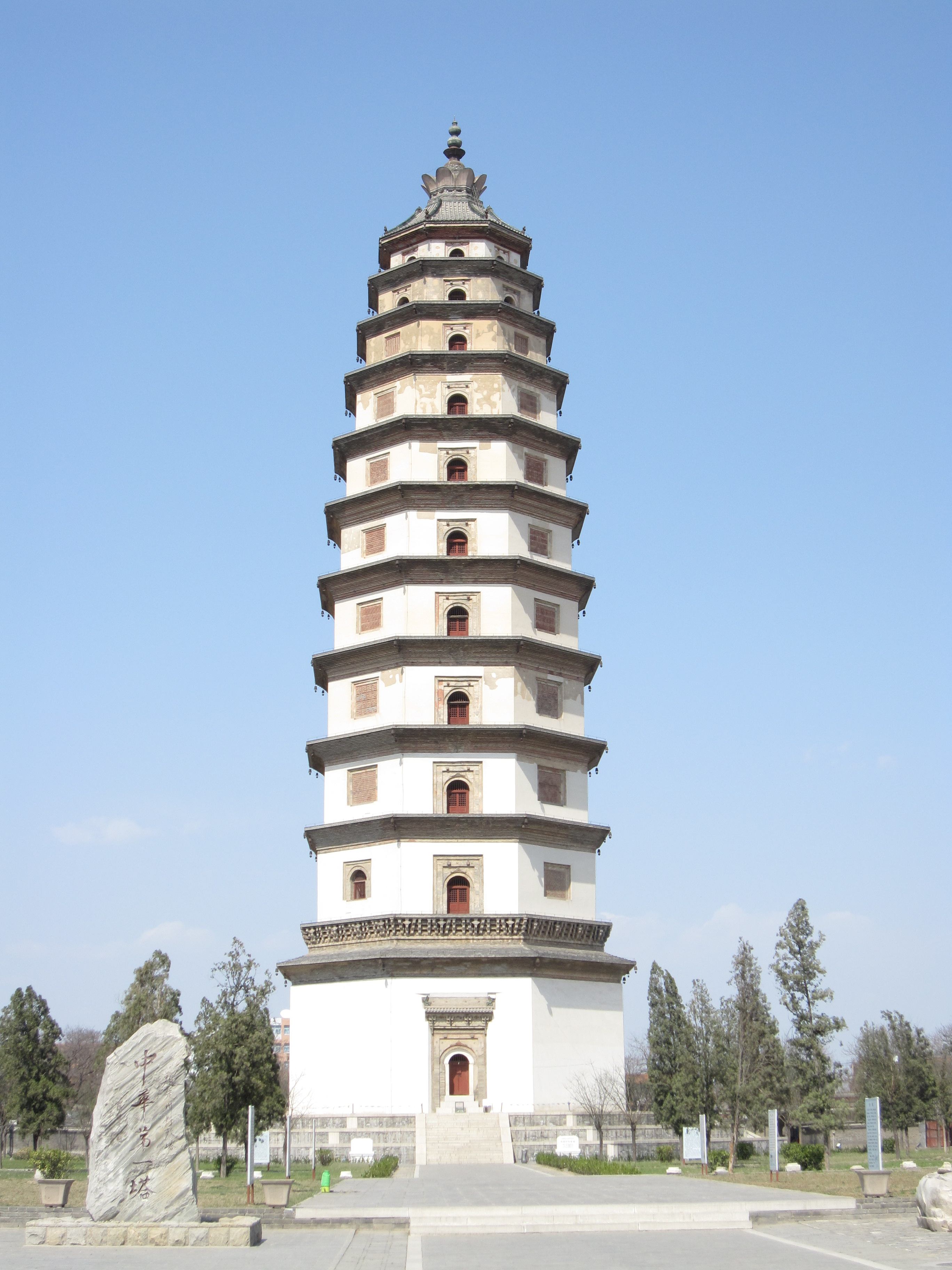
La pagode Liaodi de Hebei, construite en 1055 sous le règne des Song du Nord

En 1919, l'architecte Zhu Qiqian est intrigué en lisant une copie Ding du Yingzao Fashi datant de 1145 à la bibliothèque provinciale de Nankin et il décide alors de créer l'Institut pour la recherche sur l'architecture chinoise (Zhongguo Yingzao Xueshe). Peu de temps après, un fragment d'une demi page de l'ouvrage publié sous la dynastie Song est découvert dans des documents de la dynastie Qing. L'architecte Tao Xian fait alors des recoupements entre, d'une part, l'édition Ding du Yingzao Fashi et, d'autre part, les éditions existantes dans les bibliothèques Wenyuan et Jiang. Il refait près de 100 dessins au trait originaux en les réalisant en couleur sur la base des notes de Li Jie, et en les compilant selon le style du fragment datant de l'ère Song. Cet ouvrage est publié en 1925 dans une édition de luxe (dénommé ci-après édition Tao). L'Institut d'architecture chinois commence alors à étudier le livre plus en détail, mais plus généralement cette publication suscite un vif intérêt dans le monde entier pour l'architecture chinoise. C'est le cas par exemple du sinologue et écrivain franco-suisse Paul Demiéville, du savant britannique W. Perceval Yetts ou bien encore du savant japonais Takuichi Takeshima. Le livre de Tao Xian est réédité en 1989 et une version de poche sort en 2006.
En 1932, une autre édition du Yingzao Fashi datant de la dynastie Song est découverte dans la Cité interdite. L'historien de l'architecture Liang Sicheng et l'architecte Liu Dunzhen, tous deux membres de l'Institut de l'architecture chinoise, entreprennent de vérifier cette nouvelle édition venant de la Cité interdite avec l'édition Tao, et ils mettent en évidence d'importantes omissions dans cette dernière. Ils publient le résultat de leurs recherches en 1932. De son côté, Liang Sicheng publie en 1963 une première version de son Yingzao Fashi annoté. Depuis 1925, Liang Sicheng avait consacré près de quarante années à ses recherches sur le Yingzao Fashi lorsqu'il décède en 1972, avant la parution d'une deuxième version du Yingzao Fashi annoté. Celle-ci est publiée de manière posthume en 1980 par l'université Tsinghua et est enrichie de schémas d'ingénierie moderne.

### Le manuel de charpenterie de Shen Kuo

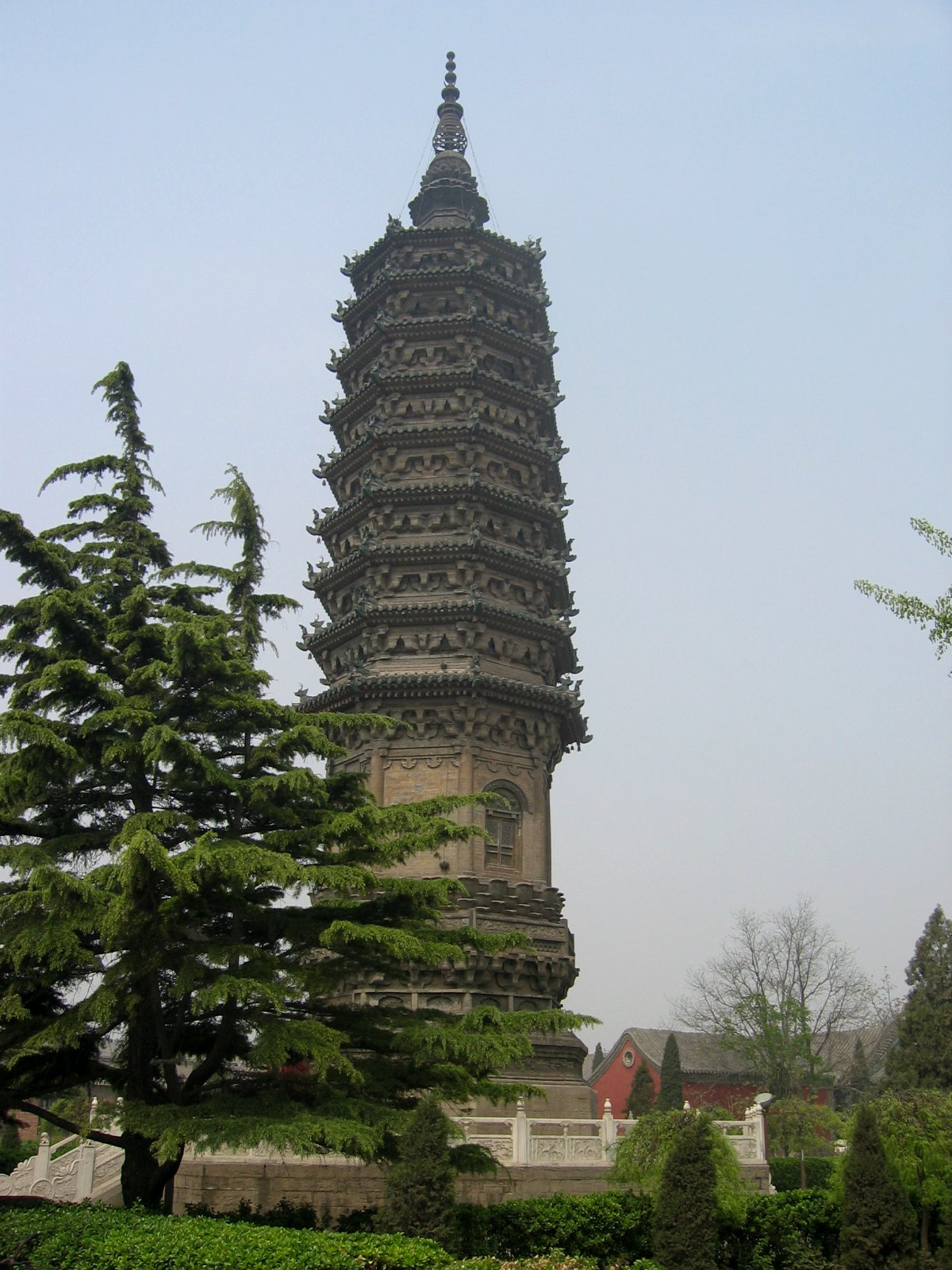
La pagode Chengling de Zhengding, province du Hebei, construite entre 1161 et 1189 sous le règne de la dynastie Jin.

Dans son ouvrage Mengxi Bitan de 1088, le savant et homme politique Shen Kuo est l'un de ceux qui s'emploie à valoriser le travail architectural et d'ingénierie des écrits de l'architecte Yu Hao, qui a construit la pagode en bois de la capitale antique de Kaifeng. Shen Kuo décrit ainsi une scène dans laquelle Yu Hao donne des conseils à un autre artisan architecte :
« Lorsque M. Qian (Weiyan) a été gouverneur des deux provinces de Zhejiang, il a autorisé la construction d'une pagode en bois au Fantian Si (Temple Brahmā du paradis) à Hangzhou […]. Alors qu'il était en cours de construction, le général Qian monta au sommet du temple et il était inquiet parce qu'il se chancelait un peu. Mais le maître d'œuvre expliqua que comme les tuiles n'avaient pas encore été mises en place, la partie supérieure était encore à découvert, d'où cet effet. Alors ils ont posé toutes les tuiles, mais l'oscillation continuait comme avant. Étant perplexe sur ce qu'il fallait faire, il envoya en privé sa femme voir l'épouse de Yu Hao avec en cadeau des épingles à cheveux en or afin d'en savoir davantage sur la cause de ce mouvement. Yu Hao se mit à rire et dit : "C'est facile, il suffit d'installer des entretoises pour renforcer l'ouvrage, en les fixant avec des clous (de fer), et il ne bouge plus." Le maître d'œuvre suivi ses conseils, et la tour se tint debout fermement. C'est parce que les entretoises clouées remplissaient et liaient entre elles tous les parties de haut en bas afin que les six faces (le dessus et le dessous, l'avant et l'arrière, la gauche et la droite) étaient reliées entre elles comme une Cage thoracique. »
Dans un autre extrait, Shen Kuo décrit les proportions et les types d'architecture mises en évidence dans l'ouvrage de Yu Hao :
« Les méthodes de construction des bâtiments sont décrites dans le « Manuel de Charpenterie » qui, disent certains, a été écrit par Yu Hao. D'après ce livre, la proportion des bâtiments repose sur trois unités de base, ce qui est au-dessus des traverses suit l'unité des couches supérieures, ce qui est au-dessus du rez-de-chaussée suit l'unité des couches médianes, et tout ce qui est dessous (plates-formes, fondations, pavage, etc.) suit l'unité des couches inférieures. La longueur de la poutre transversale définira naturellement les longueurs des traverses, chevrons, etc. de la couche supérieure. […] De même, les dimensions des fondations doivent correspondre aux dimensions des colonnes à utiliser, ainsi que des chevrons secondaires, etc. […] Il en est ainsi pour tous les autres composants, les supports en encorbellement, les chevrons, qui ont tous leurs proportions fixes.

Le livre (de Yu Hao) avait trois chapitres. Mais, ces dernières années, les constructeurs sont devenus beaucoup plus précis et habiles qu'auparavant. Ainsi, depuis quelque temps l'ancien manuel de charpenterie est devenu hors d'usage. Malheureusement, il n'y a presque personne capable d'en écrire un nouveau. Le faire, serait un chef-d'œuvre en soi ! »

### Galerie

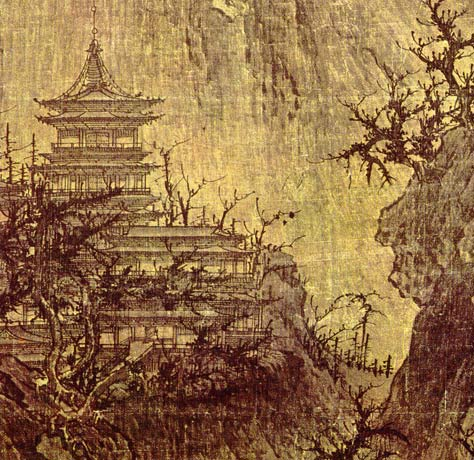
Détail d'un temple sur une montagne, peinture de paysage de Li Cheng (919-967).
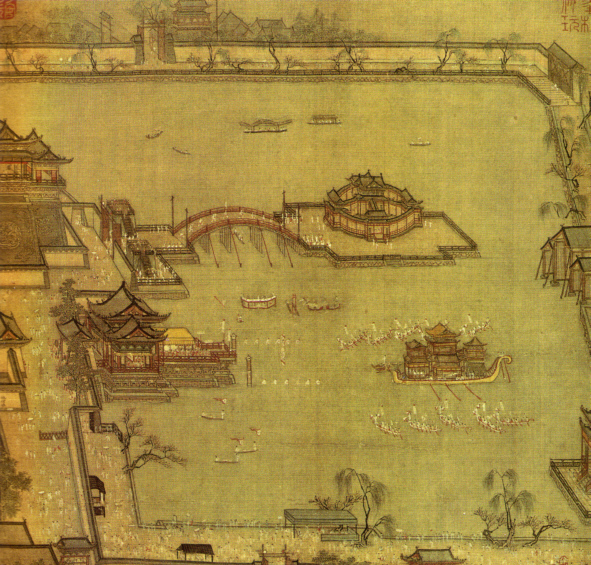
« Jeux dans le bassin Jinming », peinture de Zhang Zerui représentant Kaifeng, la capitale des Song du Nord.
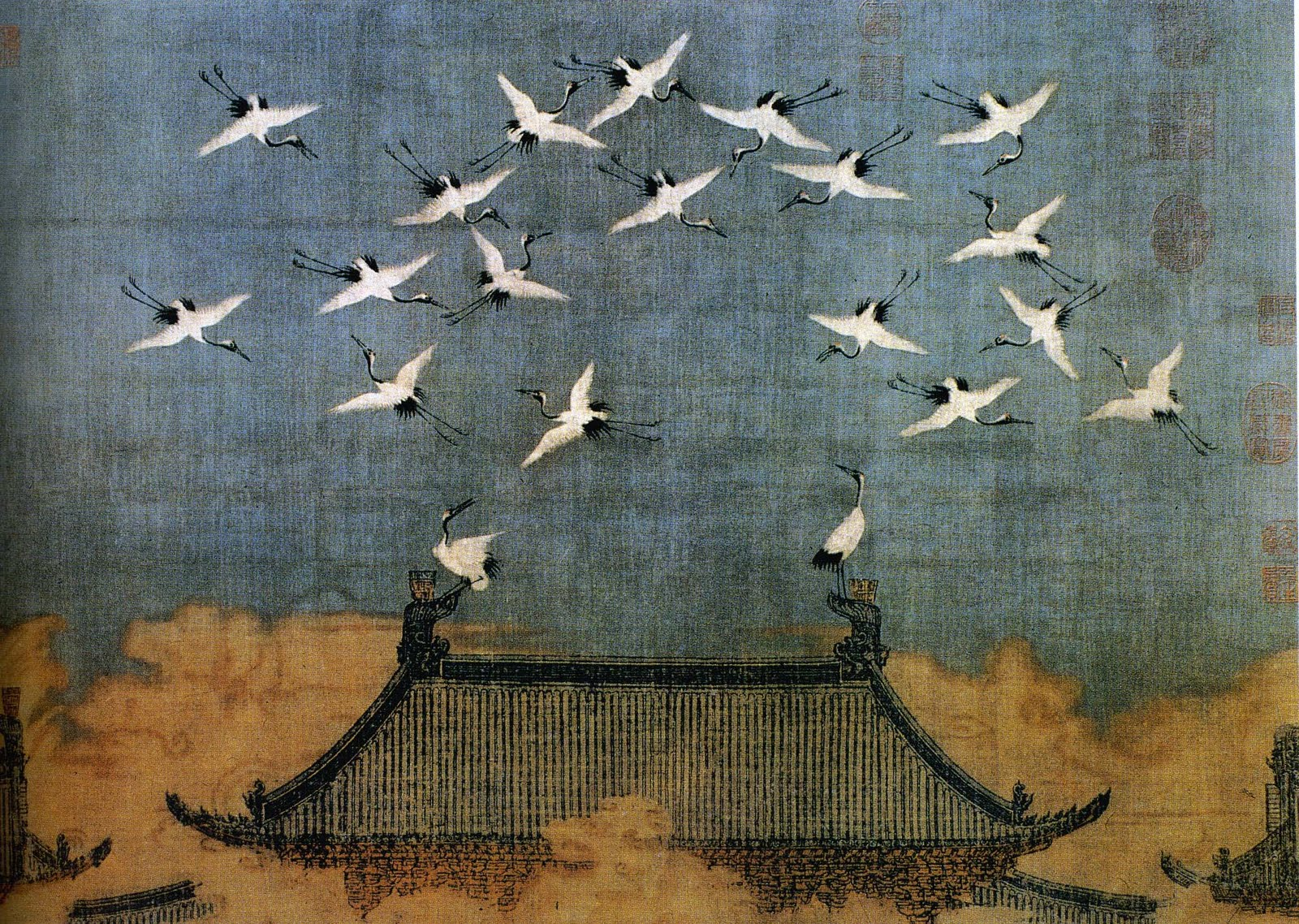
Un toit du palais Kaifeng survolé par des grues, peinture de l'Empereur Song Huizong (1100-1126).
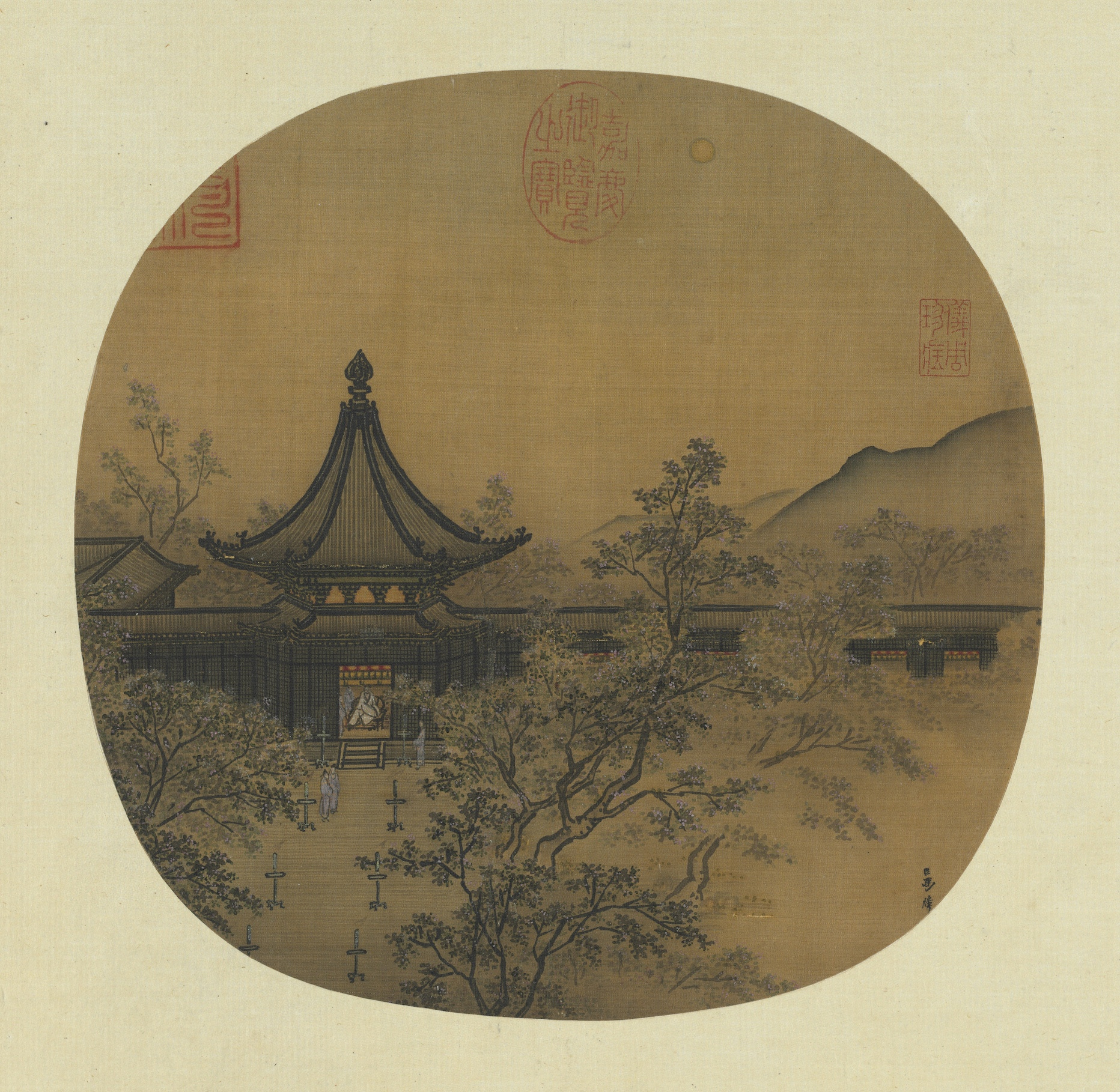
« L'attente des clients », de Ma Lin, vers 1250.
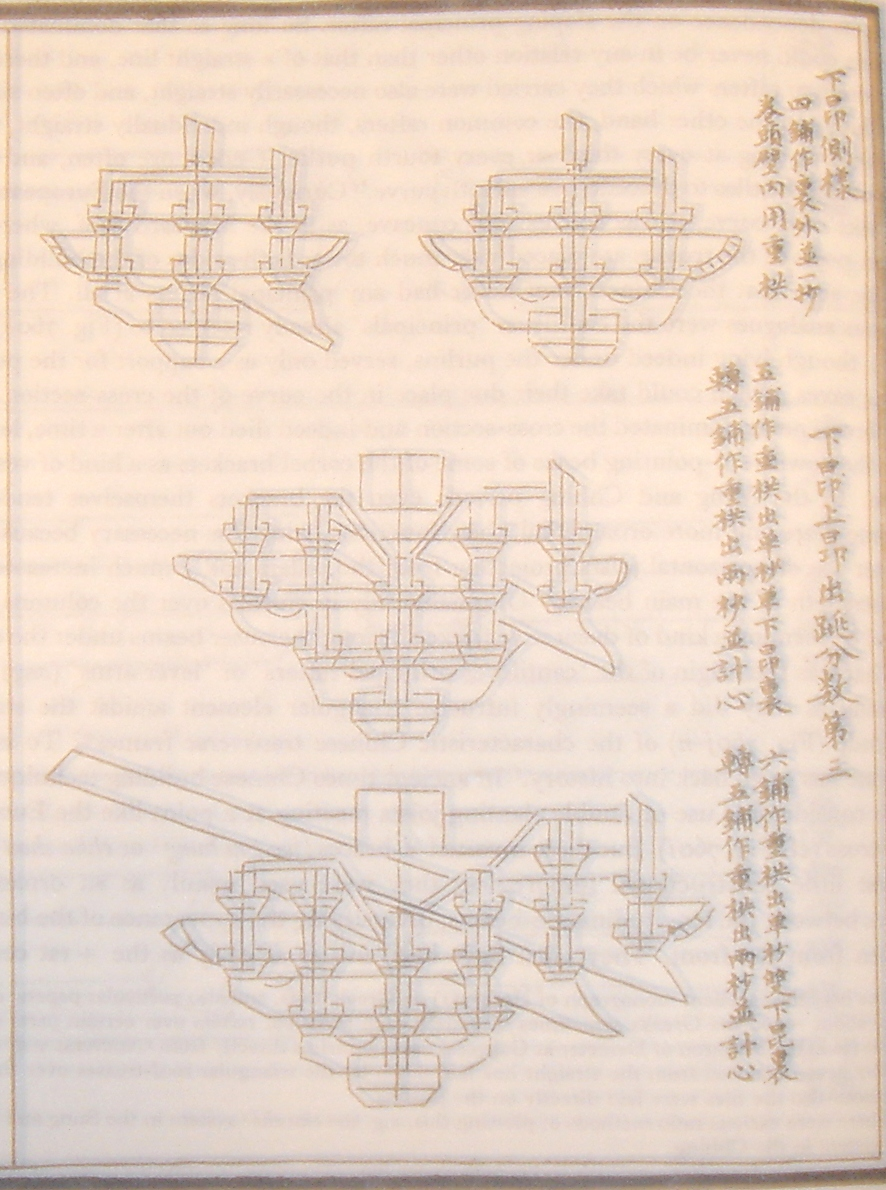
Extrait du Yingzao Fashi (1103) : tasseaux en porte-à-faux.
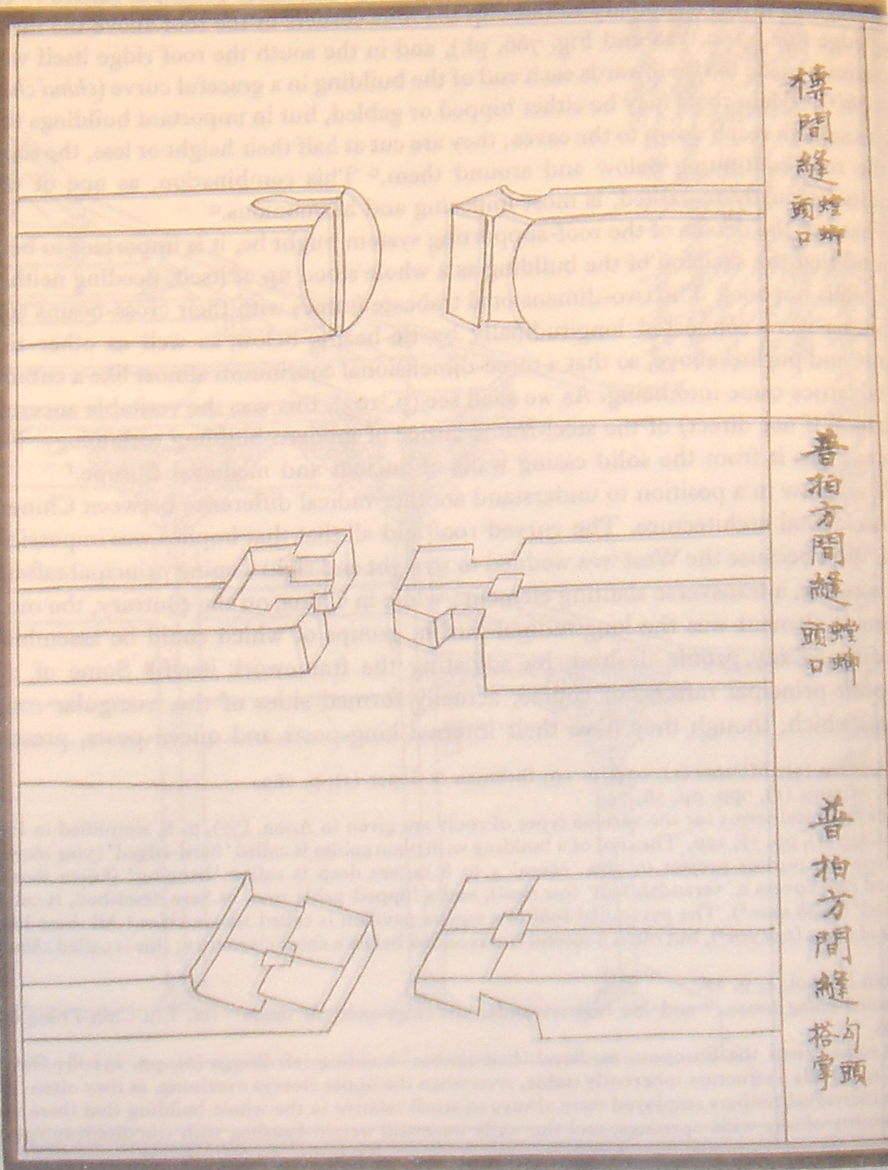
Extrait du Yingzao Fashi (1103) : tenon et mortaise, travail des tirants et des poutres transversales.
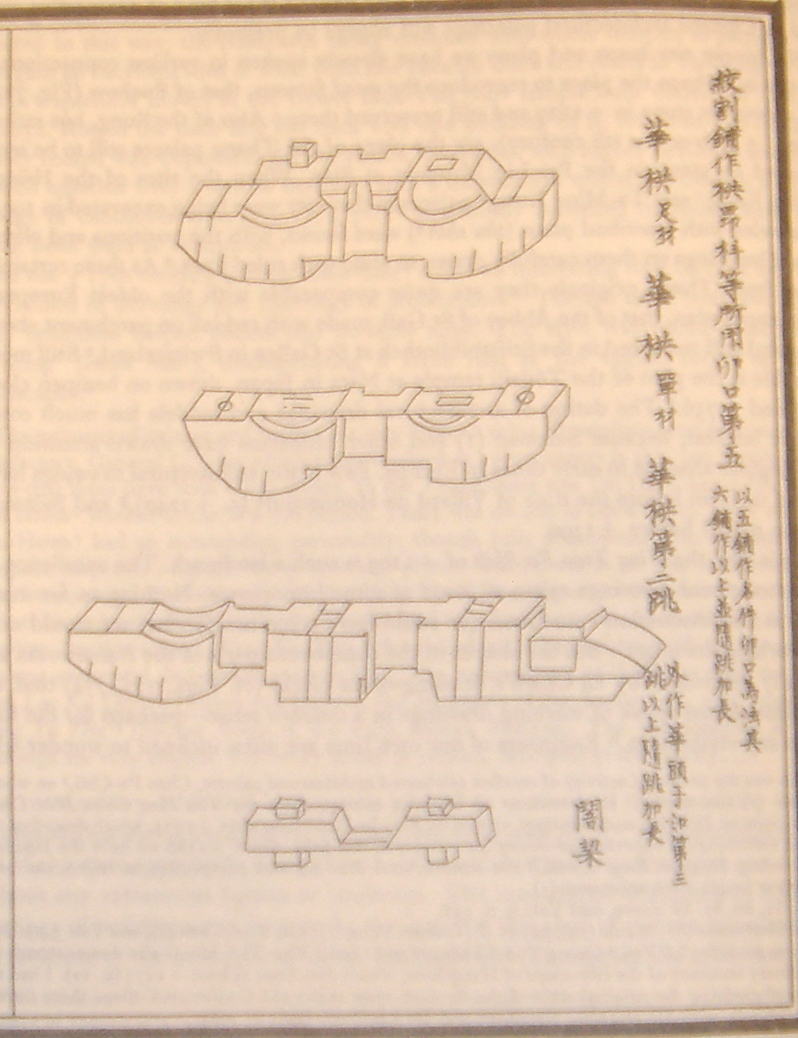
Extrait du Yingzao Fashi (1103) : support de corbeau transversal.
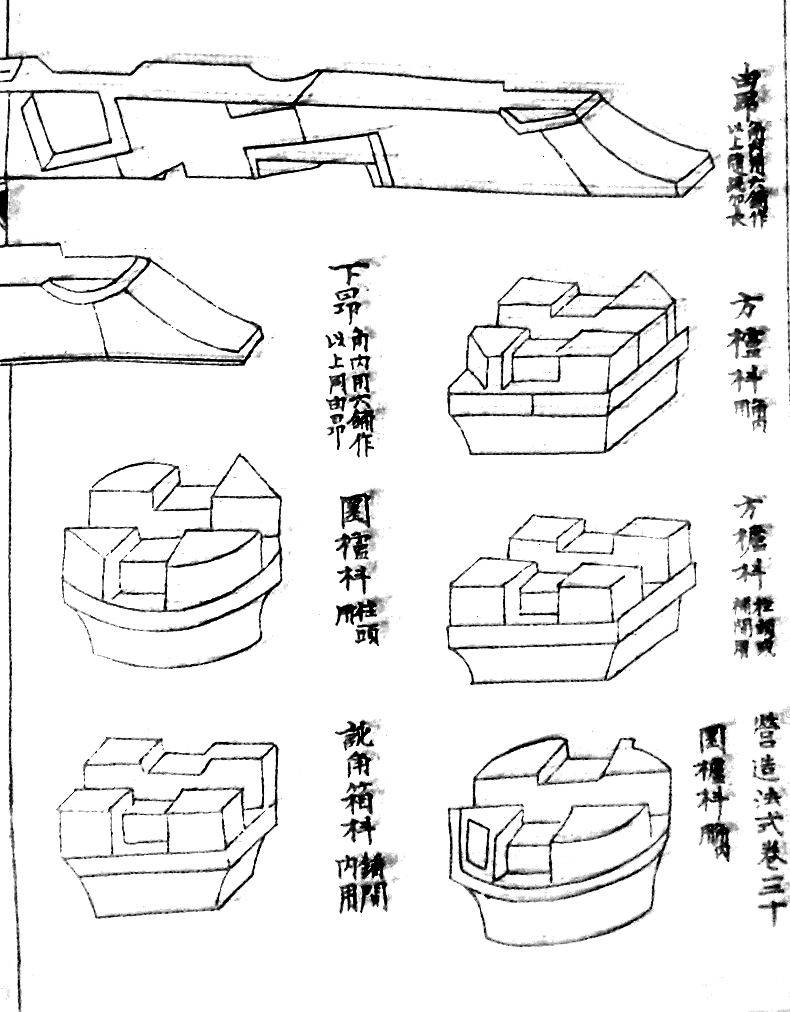
Extrait du Yingzao Fashi (1103) : support et bras en porte-à-faux.
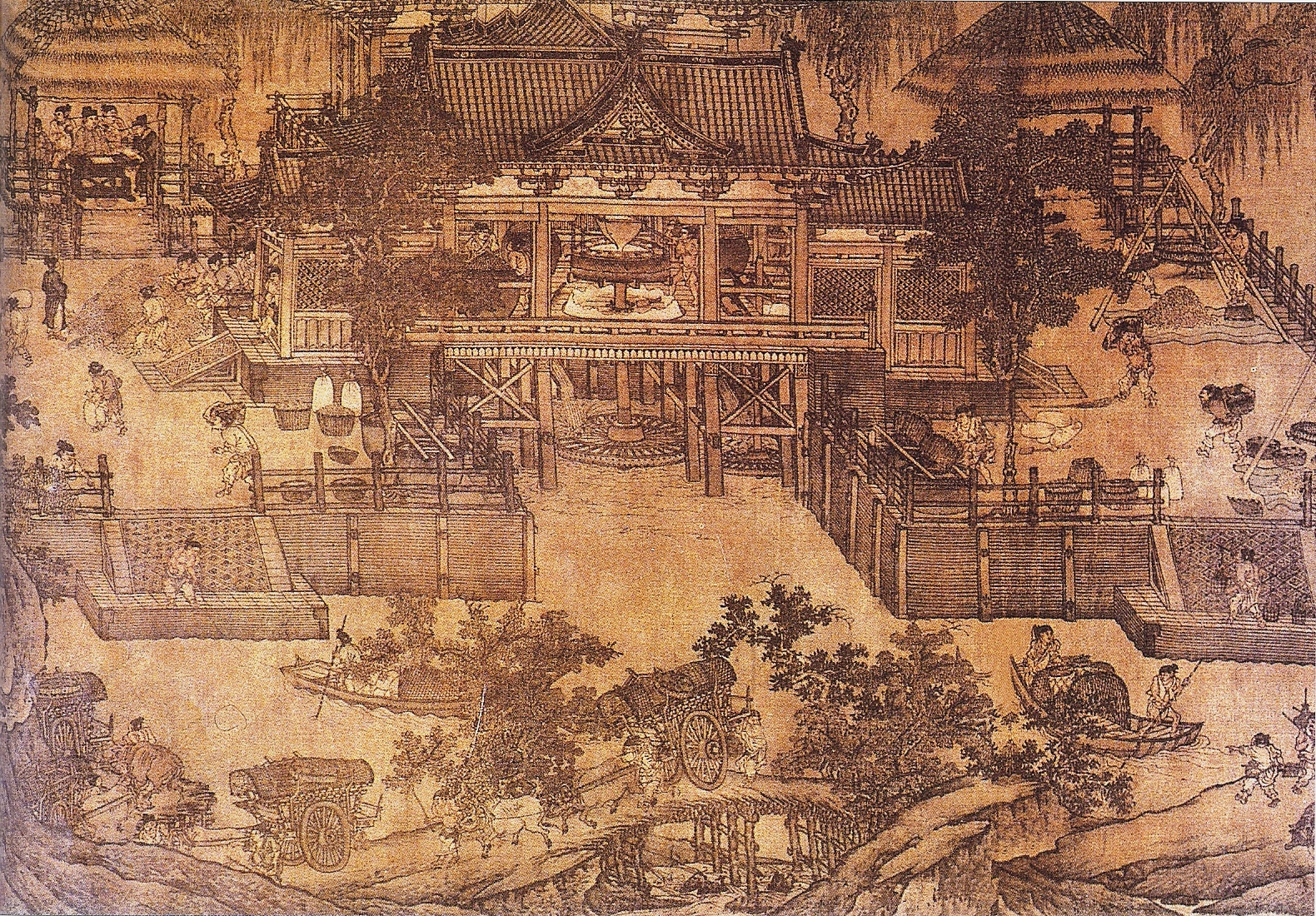
Moulin à eau de l'ère des Song du Nord.
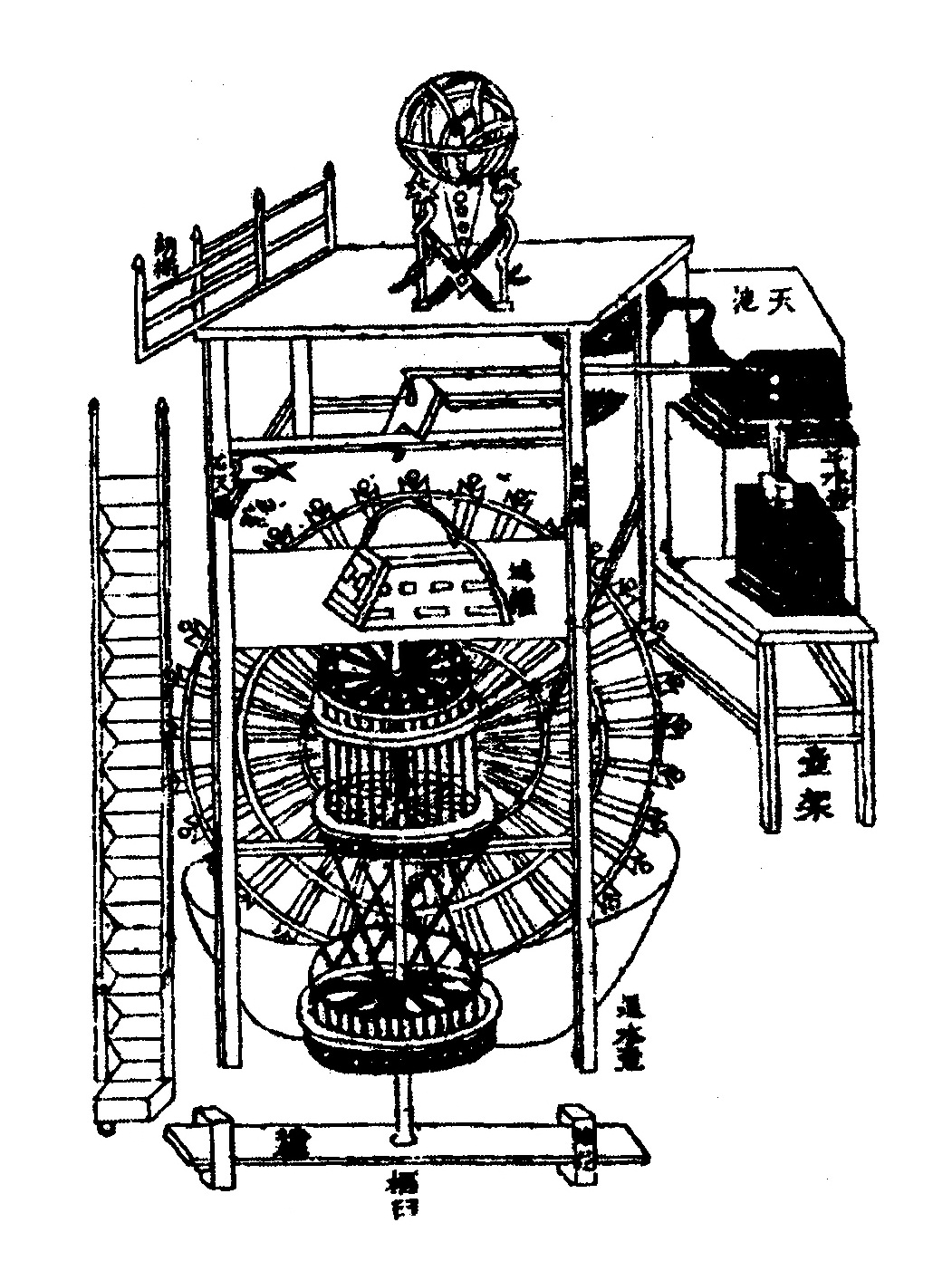
Représentation de l'intérieur de la tour horloge de Su Song, image tirée d'un livre datant de 1092
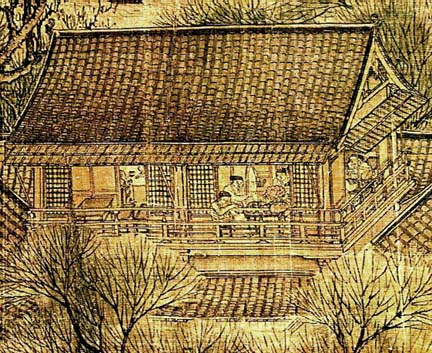
Un salon de thé, détail de « Le Jour de Qingming au bord de la rivière » de Zhang Zeduan (1085-1145).
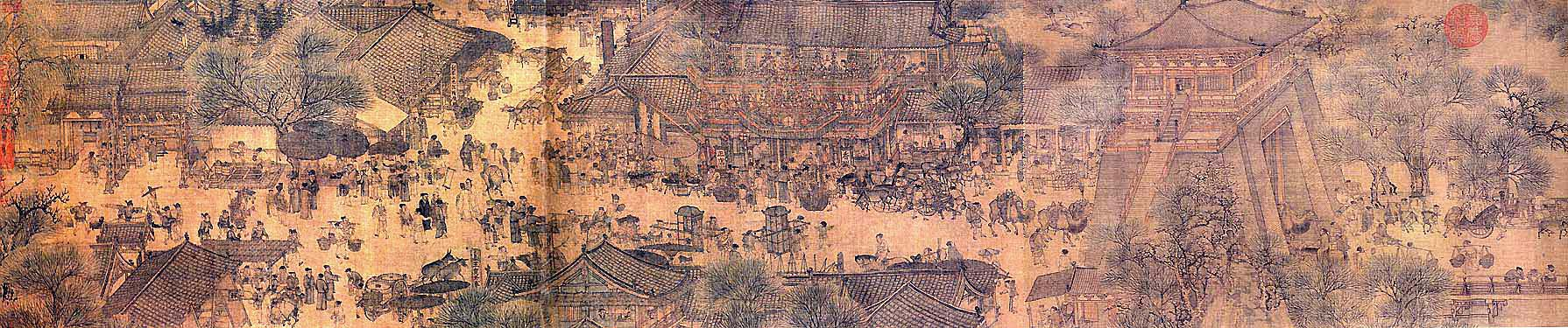
« Le Jour de Qingming au bord de la rivière », de Zhang Zeduan.